# Victoria Azárenka
Viktóriya Fiódorovna Azárenka (bielorruso: Вікторыя Фёдараўна Азаранка, ruso: Виктория Федоровна Азаренко; 31 de julio de 1989, Minsk, RSS de Bielorrusia, Unión Soviética) es una jugadora de tenis profesional bielorrusa. Se ha ubicado en el puesto número uno del ranking WTA durante cincuenta y una semanas entre 2012 y 2013.
En su carrera como profesional, Azárenka ha conseguido dos títulos de Grand Slam en individuales, al vencer a María Sharápova en la final del Abierto de Australia 2012 y a Li Na en 2013. Es la primera jugadora bielorrusa en ganar un Grand Slam en individuales. También ganó dos Grand Slam en la modalidad de dobles mixtos: el Abierto de Estados Unidos 2007 con Max Mirnyi y el Roland Garros 2008 con Bob Bryan. En total, disputó trece finales de Grand Slam.
Azárenka ha ganado 21 títulos individuales de WTA, de los que diez han sido torneos Tier 1. Además, fue finalista en el WTA Tour Championships 2011 y semifinalista de 2012. La jugadora acabó primera en la temporada 2012, segunda en 2013 y tercera en 2011.
En 2012 hizo que su país consiguiera su primera medalla de la historia en tenis, al derrotar a María Kirilenko en la final por la medalla de bronce de los Juegos Olímpicos de Londres 2012. También en la misma edición de los Juegos Olímpicos, consiguió la medalla de oro en la modalidad dobles mixto junto con Max Mirnyi, derrotando en la final a los británicos Laura Robson y Andy Murray.
Su vestimenta y raqueta son auspiciadas por Nike y Wilson respectivamente; también es patrocinada por las marcas American Express, Citizen, Tourna Grip y Six Star.

## Vida privada
Azárenka nació en Minsk, actual Bielorrusia. Su padre se llama Fedor y tiene un hermano, Max. Su madre, Alla, es quien la introdujo al tenis a los siete años. Azárenka habla 4 idiomas, bielorruso, español, inglés y ruso. Reside en Montecarlo, Mónaco y entrena en Marbella, España.
La jugadora admira a Steffi Graf y a Roger Federer por su profesionalismo dentro y fuera de la cancha. También le gusta el fútbol. Su mejor tiro es su revés y su superficie favorita es la de las canchas duras. En su etapa juvenil, fue entrenada por Bettina Fulco durante dos años.
El 15 de julio de 2016, anunció que estaba embarazada. Su hijo nació el 19 de diciembre de 2016.

## Carrera tenística

### Etapa juvenil
En la competición junior de 2005 se convirtió en campeona del mundo tras ganar cinco títulos de Grand Slam, dos en individuales y tres en dobles.

### 2005
En 2005, Victoria Azárenka ganó el Abierto de Australia junior individual y de dobles femenino. También ganó el Abierto de EE. UU. junior y fue la primera jugadora de Bielorrusia en ser nombrada Campeona del Mundo Juvenil de mujeres por la ITF. Además logró dos títulos de Grand Slam más de dobles junior: Roland Garros y Wimbledon. En el 2005 también ganó su primer título ITF en Pétange, Luxemburgo.
En el circuito profesional, Azárenka disputó el Torneo de Kolkata, perdiendo en primera ronda ante la kazaja Galina Voskobóyeva por 6-3, 7-5. Posteriormente se clasificó para el Torneo de Cantón. En primera ronda derrotó a Galina Voskobóyeva por 6-4, 6-0. En segunda ronda eliminó a la eslovaca Martina Suchá por 6-3, 6-2. En cuartos de final, venció a Shuai Peng por 6-4, 1-0 y retiro de la jugadora asiática. De este modo, la bielorrusa alcanzó su primera semifinal WTA, donde perdió ante Zi Yan por 6-4, 6-3.

### 2006
Victoria Azárenka comenzó el año disputando el Torneo de Auckland. En primera ronda derrotó a la estadounidense Amy Frazier por 6-2, 5-7, 6-4, pero fue eliminada por María Kirilenko en segunda ronda con un resultado de 3-6, 6-2, 3-6. La bielorrusa clasificó por primera vez a un torneo Grand Slam —el Abierto de Australia—, pero perdió en primera ronda con Sania Mirza, quien la derrotó por 7-6(6), 6-2.
Más tarde, participó en el Torneo de Memphis. En primera ronda, derrotó a Nicole Vaidisova por 7-6(5), 2-6, 6-4. En segunda ronda, cayó ante la estadounidense Lilia Osterloh por 4-6, 7-5, 5-7. En la modalidad de dobles, Azárenka junto con Caroline Wozniacki llegaron a la final perdiendo ante la pareja de Lisa Raymond y Samantha Stosur por 6-7(2), 3-6.
Tras haber superado la clasificación, en el Torneo de Miami enfrentó en primera ronda a Laura Pous-Tió, derrotándola por 7-6(6), 6-3. En segunda ronda, derrotó a la serbia Jelena Jankovic por 6-3, 6-1. En tercera ronda, perdió ante la rusa Anastasiya Myskina por 6-3, 7-5.
En la temporada de arcilla, Azárenka compitió en el Torneo de Estoril, tras haber ingresado al cuadro principal como perdedor afortunado, pero cayó en primera ronda ante Jie Zheng por 5-7, 4-6.
Luego superó la clasificación para el Torneo de Praga, siendo eliminada en primera ronda del cuadro principal por Michaela Pastikova por 6-2, 7-5. También cayó en la primera ronda del Internazionali d'Italia ante Anastasiya Myskina por 3-6, 6-3, 6-7(6).
La tenista clasificó por primera vez al Roland Garros. Fue derrotada por Anabel Medina Garrigues, en un partido con un marcador de 6-0, 3-6, 7-9 en primera ronda.
Posteriormente, Azárenka debutó en la catedral del tenis disputando el Campeonato de Wimbledon. En primera ronda fue derrotada por Agnieszka Radwanska por 5-7, 4-6.
En la temporada de canchas duras, la deportista participó por primera vez en el Abierto de EE. UU. Derrotó a Anastasiya Myskina por 6-4, 6-2 y a Jamea Jackson por 6-3, 6-2 en primera y segunda ronda respectivamente. En tercera ronda perdió ante Anna Chakvetadze por 4-6, 3-6.
Más adelante, compitió en el Abierto de Taskent. Derrotó a Sanja Ancic por 7-5, 6-0 en primera ronda y a Dominika Cibulkova por un doble 6-4 en segunda. En cuartos de final, venció a la máxima favorita del torneo, Maria Elena Camerin por 6-0, 6-1. En semifinales fue derrotada por Tiantian Sun por 5-7, 4-6. En el Torneo de Quebec fue eliminada ante Sybille Bammer por 6-2, 2-6, 1-6. En la modalidad de dobles, llegó junto con Nicole Pratt a las semifinales del torneo estadounidense.
Finalmente, Victoria Azárenka terminó la temporada en el puesto noventa y dos de la lista de clasificación mundial de la WTA.

### 2007
Victoria Azárenka inició el año disputando el Abierto de Australia. En primera ronda derrotó a Yuliana Fedak por 6-2, 5-7, 6-4 y en segunda ronda a la número veintiuno del mundo en ese momento, Marion Bartoli, por 6-0, 7-5, pero perdió en tercera ronda ante Jelena Jankovic por 3-6, 4-6. En la modalidad de dobles mixtos, llegó junto a su compatriota Max Mirnyi a la final del torneo, pero fueron derrotados por la pareja formada por Daniel Nestor y Yelena Líjovtseva con un marcador final de 4-6, 4-6.

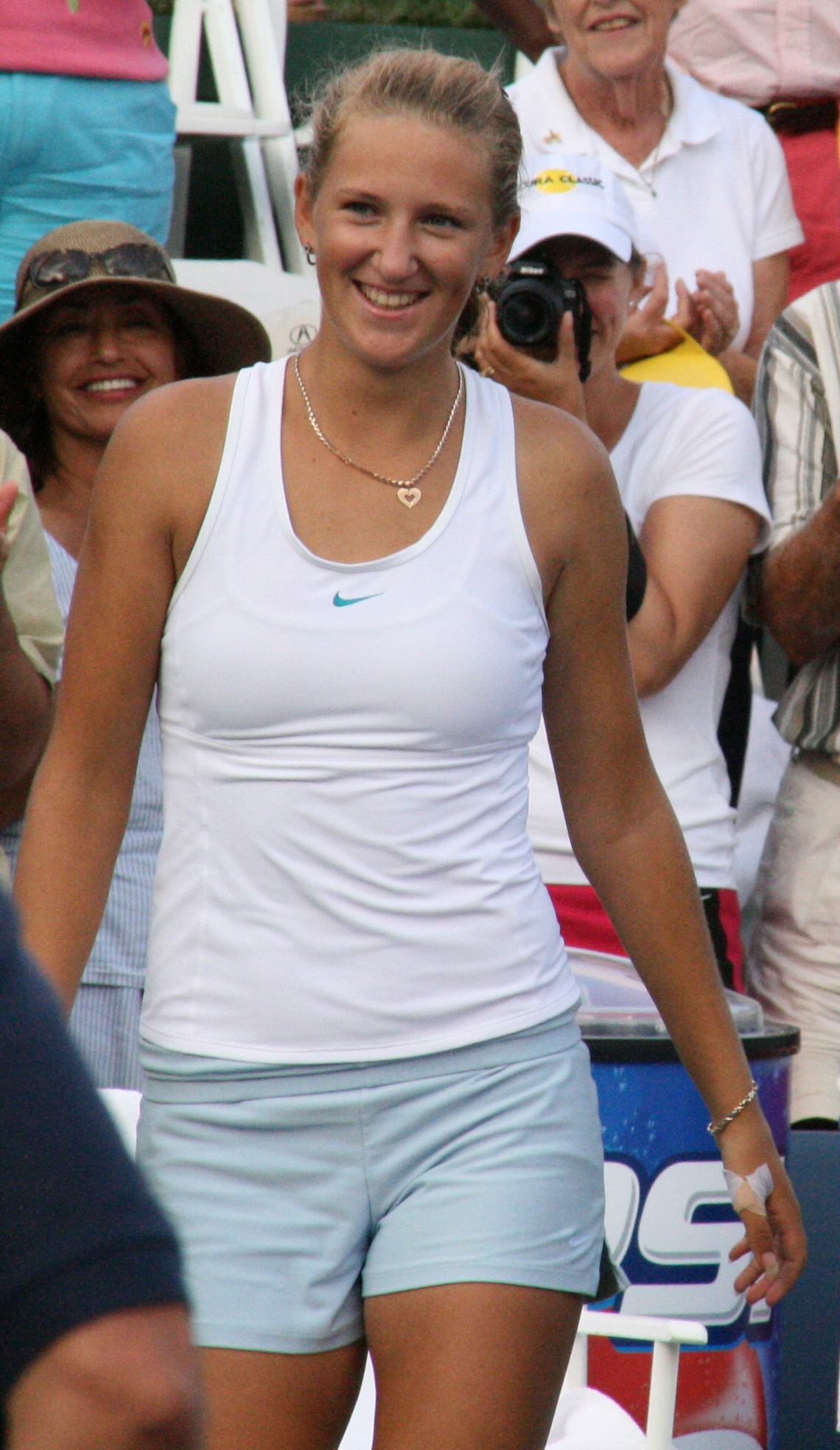
Victoria Azárenka en el Acura Classic 2007.

Posteriormente clasificó para el Torneo de Indian Wells. En primera ronda derrotó a Emilie Loit por 7-5, 6-3. En segunda ronda venció a Jie Zheng por 6-3, 7-5. En tercera ronda cayó ante Vera Zvonariova por 3-6, 3-6.
En el Torneo de Miami derrotó a la tailandesa Tamarine Tanasugarn por 6-0, 6-4 en primera ronda y en segunda eliminó a Anabel Medina Garrigues por 6-4, 7-5. En tercera ronda perdió ante Nicole Vaidisova por un doble 3-6.
En la temporada de arcilla, compitió en el Torneo de Amelia Island cayendo ante la italiana Romina Oprandi por un doble 1-6.
Luego jugó el Torneo de Estoril. En primera ronda derrotó a Virginie Razzano por 7-6, 7-5. En segunda ronda, eliminó a la segunda cabeza de serie, Francesca Schiavone por un doble 6-2. En cuartos de final venció a la argentina Gisela Dulko por 6-1, 6-2. En semifinales enfrentó a la tercera preclasificada, Lucie Safarova eliminándola por 6-4, 6-0. En su primera final de un torneo WTA perdió ante Gréta Arn por 6-2, 1-6, 6-7(3).
En primera ronda del Torneo de Praga derrotó a Martina Suchá por 2-6, 6-3, 6-2. En segunda ronda eliminó a Nathalie Dechy por 7-6(3), 6-1. En cuartos de final, venció a Dominika Cibulkova por un doble 6-1, 6-1. En semifinales enfrentó a la japonesa Akick Morigami, pero se retiró en el segundo set debido a problemas en la zona derecha de su cadera, cuando el marcador iba 6-3, 4-5.
Posteriormente cayó en primera ronda del Torneo de Roland Garros ante Karin Knapp por un doble 1-6.
En la temporada de césped, la bielorrusa participó en el Torneo de 's-Hertogenbosch. En primera ronda fue derrotada por Anna Chakvetadze con un marcador de 7-5, 2-6, 2-6.
En Wimbledon derrotó a Jelena Kostanic Tosic por 6-3, 6-1 y a Tathiana Garbin por 6-1, 6-3 en primera y segunda ronda respectivamente. En la tercera perdió ante Nicole Vaidisova por 4-6, 2-6.

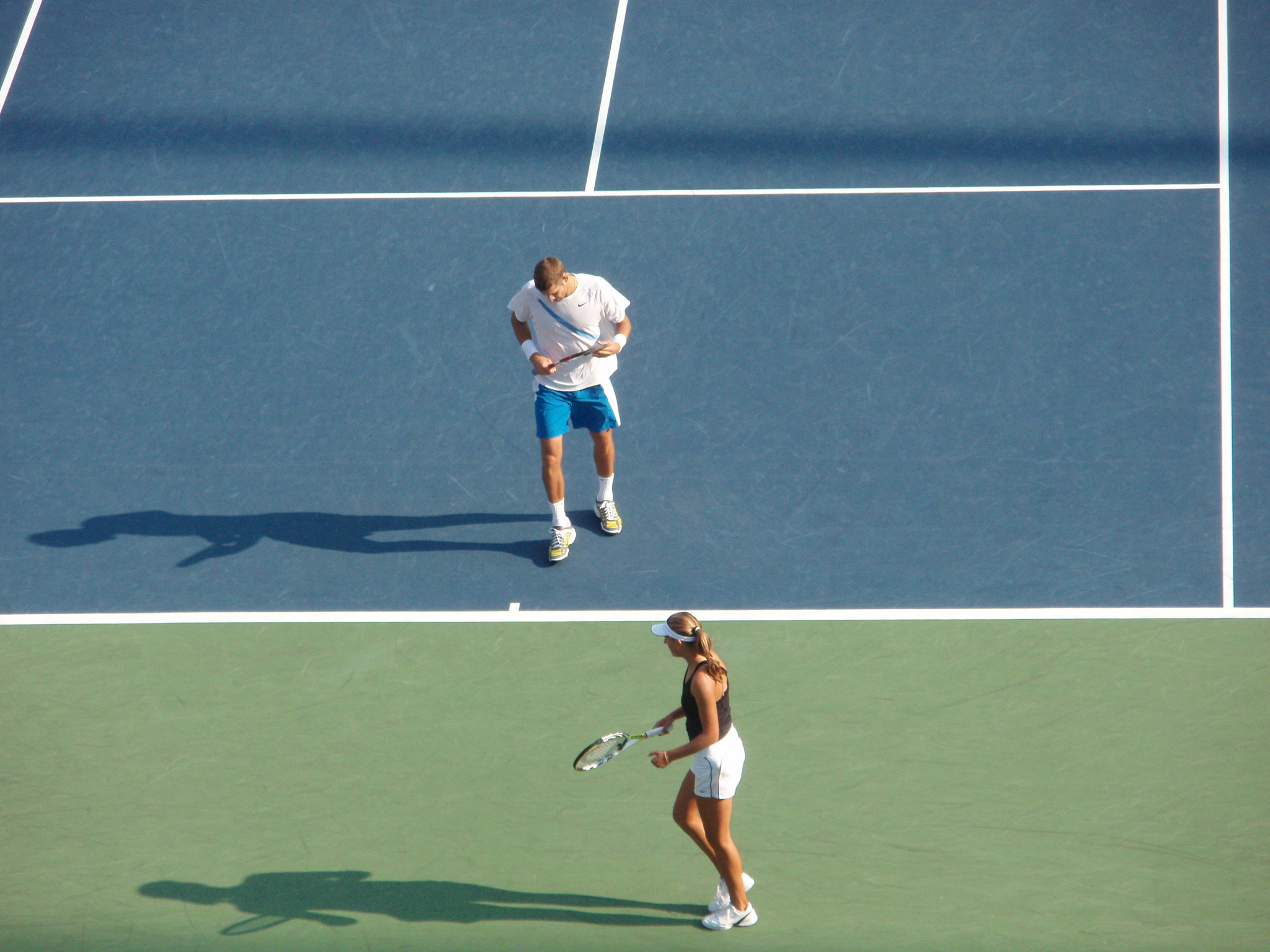
Victoria Azárenka junto a Max Mirnyi en el Abierto de Estados Unidos 2007.

Cayó en primera ronda del Torneo de Stanford ante María Kirilenko por 6-3, 5-7, 4-6 en individuales, pero en dobles llegó a la final junto con Anna Chakvetadze, aunque perdieron frente a la pareja de Sania Mirza y Shahar Peer por 4-6, 6-7.
En primera ronda del Torneo de San Diego derrotó a Yung-jan Chan por 4-6, 6-3, 6-0. En segunda ronda perdió ante Daniela Hantuchova por 3-6, 6-1, 1-6. En dobles, junto con Anna Chakvetadze alcanzaron la final del torneo, siendo derrotadas por Cara Black y Liezel Huber por 5-7, 4-6.
Posteriormente jugó el Torneo de Los Ángeles. En primera ronda derrotó a Alberta Brianti por un doble 6-3. En segunda ronda eliminó a Meghann Shaughnessy por 6-2, 6-3. En tercera ronda venció a Kateryna Bondarenko por 6-1, 6-2. En cuartos de final cayó ante la número tres del mundo, Jelena Jankovic, por 4-6, 7-6(5), 2-6.
En el Abierto de EE. UU derrotó a Emmanuelle Gagliardi por un doble 6-1, a Dominika Cibulkova por un doble 6-2 y a la suiza Martina Hingis por 3-6, 6-1, 6-0 en las tres primeras rondas. En la cuarta cayó ante Svetlana Kuznetsova por 2-6, 3-6. En dobles mixtos obtuvo su primer título de Grand Slam junto a su compatriota Max Mirnyi venciendo en la final a Meghann Shaughnessy y Leander Paes por 6-4, 7-6.
Más adelante, compitió en el Torneo de Luxemburgo. En primera ronda derrotó a Agnieszka Radwanska por 4-6, 7-5, 6-1. En segunda ronda eliminó a la rusa Nadia Petrova por 6-2, 6-1. En tercera ronda fue derrotada por Vera Zvonariova con un marcador de 1-6, 6-7. En dobles, junto con Shahar Peer llegaron a la final del torneo, siendo derrotadas por la pareja de Iveta Benesova y Janette Husárová.
Luego participó del Torneo de Taskent como máxima favorita. Venció a Su-Wei Hsieh 6-3, 6-4 y a Evgeniya Rodina por 6-4, 6-3 en primera y segunda ronda respectivamente. En cuartos de final eliminó a Ksenia Palkina por 6-2, 6-1 y en semifinales derrotó a Yelena Vesnina por 6-4, 6-2. En su segunda final WTA cayó ante Pauline Parmentier por 5-7, 2-6.
En el Torneo de Moscú derrotó a Sybille Bammer por 6-3, 6-4 en primera ronda y en segunda venció a la número cuatro del mundo, María Sharápova por 7-6(9), 6-2. Perdió en tercera ronda ante Elena Dementieva por 6-7(4), 2-6. En la modalidad de dobles alcanzó la final del torneo junto a Tatiana Poutchek, pero perdieron ante la pareja de Cara Black y Liezel Huber por 6-4, 1-6, 7-10.
Azárenka terminó la temporada en el puesto número treinta de la lista de clasificación mundial de la WTA.

### 2008
Victoria Azárenka comenzó el año disputando el Torneo de Gold Coast. Derrotó a la japonesa Ai Sugiyama por 6-2, 6-3 en primera ronda, en segunda a Yuliana Fedak por 6-4, 6-2 y en tercera a Dominika Cibulkova por 6-1, 3-6, 6-3. En semifinales venció a Shahar Peer por 6-4, 6-2. En la final del torneo perdió con Na Li por 6-4, 3-6, 4-6.
Se retiró en el primer set de la primera ronda del Torneo de Hobart, mientras enfrentaba a su compatriota Olga Govortsova, debido a una lesión en su músculo abductor derecho, cuando iban 3-1.
En la primera ronda del Abierto de Australia derrotó a la uzbeka Akgul Amanmuradova por 6-2, 7-5. En segunda ronda eliminó a la alemana Sandra Kloesel por un doble 6-1 pero cayó en tercera ante la número siete del mundo, Serena Williams, por 3-6, 4-6. Llegó a la final en la modalidad de dobles junto con Shahar Peer, pero fueron vencidas por la pareja de las hermanas Kateryna y Alona Bondarenko por 6-2, 1-6, 4-6.
Fue eliminada en primera ronda del Torneo de París por Eleni Daniilidou con un marcador de 6-2, 2-6, 5-7.
Participó en el Torneo de Miami como preclasificada número veinticinco. En segunda ronda derrotó a Tatiana Perebiynis por 6-2, 6-4 pero cayó en la tercera ante Svetlana Kuznetsova por 6-1, 5-7, 0-6.
En la temporada de arcilla, jugó el Torneo de Amelia Island. Derrotó a Sara Errani por 3-6, 7-5, 6-4 en primera ronda y perdió ante Dominika Cibulkova por 5-7, 6-4, 2-6 en la segunda. En la modalidad de dobles llegó a la final del torneo junto a Yelena Vesnina, pero perdieron ante la pareja de Bethanie Mattek-Sands y Vladimira Uhlirova por 3-6, 1-6.
En el Torneo de Charleston, venció en primera ronda a Chanelle Scheepers por 6-1, 6-0, en segunda a Tiantian Sun por 7-6, 6-0 y perdió en tercera ronda ante Elena Dementieva por 4-6, 5-7.
Luego disputó el Torneo de Praga. En primera ronda derrotó a Petra Kvitová por 6-3, 6-4. En segunda ronda venció a su compatriota Tatiana Poutchek por un doble 6-2. En tercera ronda eliminó a Karolína Plíšková por 6-2, 6-1. En semifinales, triunfó sobre Klara Zakopalova por 6-3, 6-2. En la final, perdió ante Vera Zvonariova por 6-7(2), 2-6.

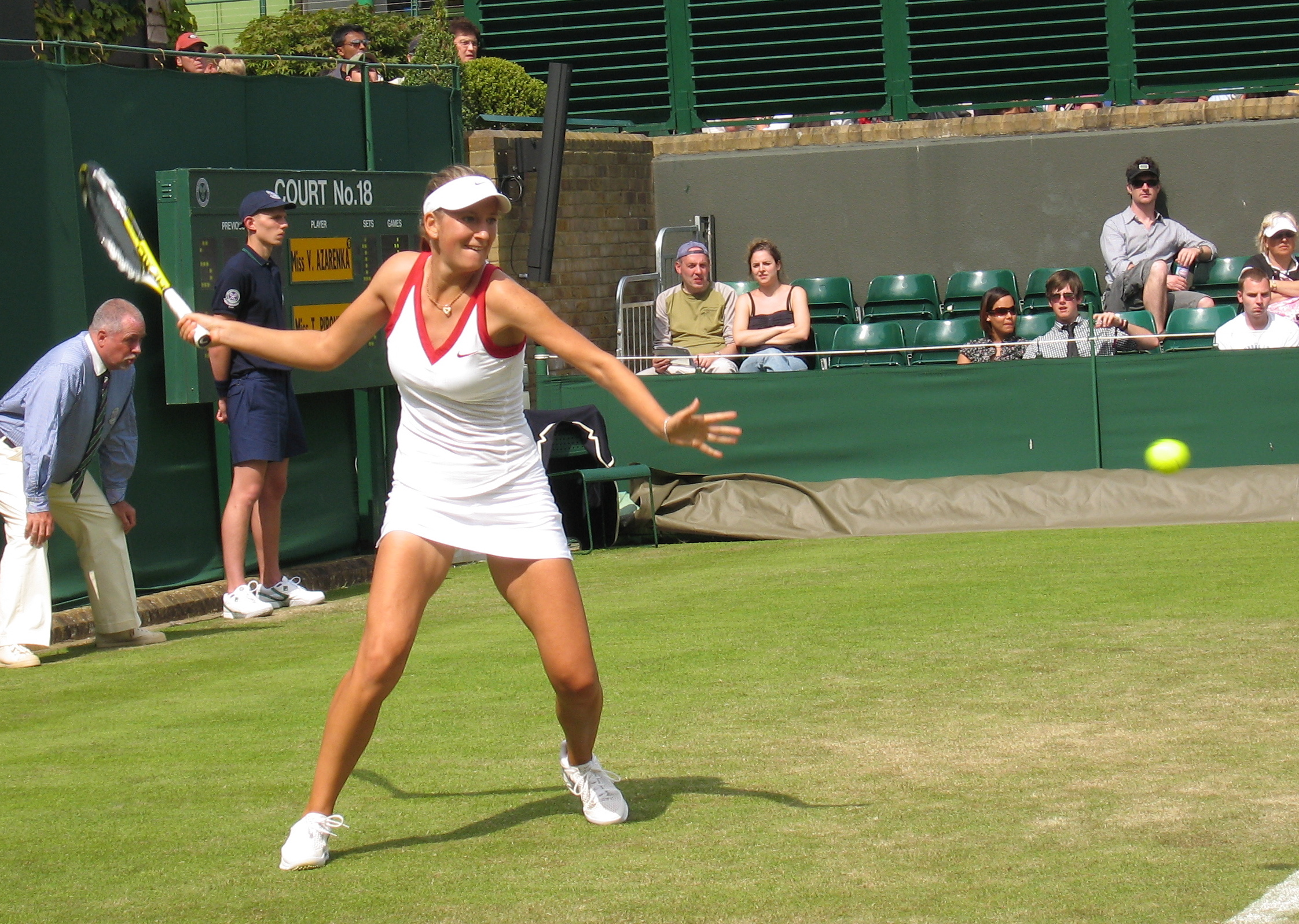
Victoria Azárenka en el Campeonato de Wimbledon 2008.

En primera ronda del Torneo de Berlín derrotó a Casey Dellacqua por un doble 6-2. En segunda ronda, eliminó a la número siete del mundo, Anna Chakvetadze, por 1-6, 7-6(1), 6-4. En tercera ronda, venció a Gisela Dulko por 6-3, 6-1. En cuartos de final, derrotó a Alona Bondarenko por 7-6(2), 6-2. En semifinales, fue eliminada ante Dinara Safina por 4-6, 1-6.
En primera ronda del Torneo de Roma derrotó a Sybille Bammer por 6-1, 6-3; en la segunda eliminó a Monica Niculescu por 6-3, 6-2 pero se retiró en la tercera mientras jugaba contra Tsvetana Pironkova, con un marcador de 2-6, 0-1.
La bielorrusa disputó el Torneo de Roland Garros como decimosexta cabeza de serie. En primera ronda derrotó a Edina Gallovits-Hall por 6-1, 6-3. En segunda ronda venció a Sorana Cirstea por un doble 6-0. En la tercera eliminó a Francesca Schiavone por un doble 6-1, 6-1. En cuarta ronda perdió ante Svetlana Kuznetsova por 2-6, 3-6. Ganó la final de dobles mixtos junto a Bob Bryan, venciendo a Katarina Srebotnik y Nenad Zimonjić por 6-2, 7-6. Así, consiguió su segundo título de Grand Slam de dobles mixtos.
En la temporada de césped disputó el Torneo de Eastbourne. En primera ronda enfrentó a Aravane Rezai y, con un marcador de 2-6, Azárenka se retiró debido a una lesión en la rodilla izquierda.
Seguidamente, compitió el Campeonato de Wimbledon como la 16.º cabeza de serie. En primera ronda derrotó a Tsvetana Pironkova por un doble 6-1 y en segunda venció a Sorana Cirstea por 6-1, 6-3. En tercera ronda perdió ante Nadia Petrova por un doble 6-7.
En la temporada americana de canchas duras, Azárenka participó en el Torneo de Los Ángeles como sembrada número ocho. Derrotó a Yung-Jan Chan por 6-1, 6-3 en segunda ronda y en tercera eliminó a Samantha Stosur por 6-4, 7-6(4). En cuartos de final fue vencida por la rusa Dinara Safina por 3-6, 1-6.
En la primera ronda del Rogers Cup venció a Jamea Jackson por un doble 6-1. En segunda ronda eliminó a Sybille Bammer por un doble 6-2 y en tercera venció a Virginie Razzano por 7-6(4), 2-0 y retiro de la francesa. En cuartos de final ganó a Tamira Paszek por 6-4, 7-5 pero cayó en semifinales ante la rusa Dinara Safina 0-6, 6-2, 3-6.
En los Juegos Olímpicos de Beijing, venció en primera ronda a la ucraniana Tatiana Perebiynis por 6-4, 5-7, 6-4, en segunda a la australiana Casey Dellacqua por un doble 6-2 y perdió en tercera ronda ante la número ocho del mundo, Venus Williams, por 3-6, 2-6. En dobles Azárenka y su compatriota Tatiana Poutchek solo lograron llegar hasta la segunda ronda.
Luego compitió en el Abierto de EE. UU. En primera ronda derrotó a Klara Zakopalova por 6-2, 6-1. En segunda ronda venció a Iveta Benesova por 6-2, 6-3. En tercera ronda perdió ante Caroline Wozniacki por un doble 4-6.
En la temporada de cemento bajo techo participó del Torneo de Stuttgart, ganándole en primera ronda a Agnes Szavay por 7-5, 6-2. En la segunda eliminó a la número diez del mundo, Agnieszka Radwanska, por 6-1, 7-5. En la tercera ronda eliminó a la número cuatro, Elena Dementieva, por 7-6(6), 3-6, 6-1. En semifinales cayó ante Nadia Petrova por un doble 4-6.
Fue eliminada en primera ronda de la Kremlin Cup por Sara Errani por 6-1, 4-6, 3-6.
Por último, disputó el Abierto de Zúrich. Derrotó a Amelie Mauresmo por 6-2, 6-1 y a Monica Niculescu por un doble 6-0 en primera y segunda ronda respectivamente. En la tercera, enfrentó a Anabel Medina Garrigues y con un marcador de 6-4, 3-6 se retiró debido a una lesión en su hombro derecho.
Azárenka terminó la temporada en el puesto número quince de la lista de clasificación mundial de la WTA.

### 2009

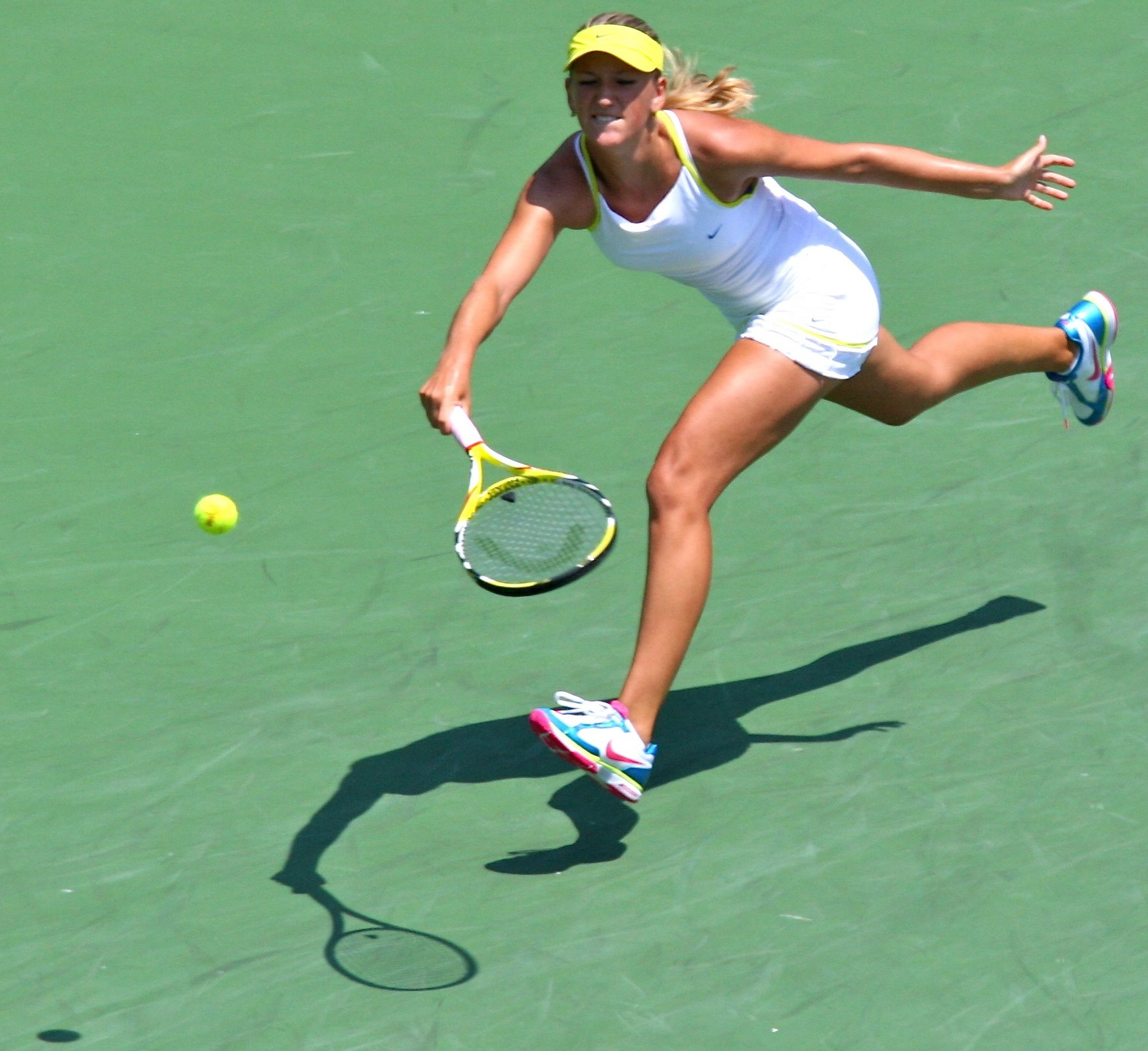
Azárenka en el Sony Ericsson Open 2009.

Victoria Azárenka comenzó el año jugando el Torneo de Brisbane como segunda cabeza de serie. Derrotó a Kateryna Bondarenko (6-0, 6-2), Jarmila Gajdosova (7-6, 7-5) y Lucie Safarova (7-6, 6-4) sucesivamente en las tres primeras rondas. En semifinales batió a Sara Errani por 6-3, 6-1 y en la final derrotó a la tercera cabeza de serie, Marion Bartoli por 6-3, 6-1, ganando así su primer título profesional. En el Abierto de Australia, fue la preclasificada número trece. Venció a Petra Kvitová por 6-2, 6-1 en primera ronda, en segunda a Tathiana Garbin por 4-1 y retiro de la italiana y en tercera eliminó a la preclasificada número veinte, Amélie Mauresmo, por 6-4, 6-2. En su primera aparición en la cuarta ronda, la bielorrusa tuvo que abandonar cuando iba 6-3, 2-4 ante Serena Williams, por sentir mareos debido a la ola de calor que predominó durante todo el torneo.
En el Torneo de Memphis fue la segunda cabeza de serie. En primera ronda derrotó a Varvara Lepchenko por un doble 6-2. En segunda ronda eliminó a Stéphanie Cohen-Aloro también por un doble 6-2. En cuartos de final venció a Pauline Parmentier por 6-4, 6-2. En semifinales le ganó a Sabine Lisicki 6-4, 3-6, 7-6. En la final ante la primera cabeza de serie, Caroline Wozniacki, consiguió su segundo título profesional tras vencerla por 6-1, 6-3. En dobles, hizo pareja justamente con Wozniacki. Consiguieron ganar el torneo siendo las segundas preclasificadas, lo que significó el segundo título de su carrera en dicha modalidad. Más tarde, en el BNP Paribas Open Azárenka fue la octava preclasificada y llegó a semifinales perdiendo ante Vera Zvonariova por un doble 3-6. En dobles logró el título junto a Vera Zvonariova, tras vencer en la final a la pareja de Gisela Dulko y Shahar Peer por 6-4, 3-6, 10-5.
Participó en el Premier de Miami como la preclasificada número once y exenta de jugar la primera ronda. En segunda ronda derrotó a Anastasiya Pavliuchenkova por 6-2, 6-2, en la tercera eliminó a Anna Chakvetadze por 6-1, 6-4, en octavos de final venció a Agnes Szavay por 6-2, 6-4 y en cuartos de final le ganó a Samantha Stosur por 6-1, 6-0. Llegó a semifinales sin perder un set. Allí, enfrentó a Svetlana Kuznetsova a quien derrotó por 6-3, 2-6, 7-5. En la final ante la campeona defensora y número uno del mundo, Serena Williams, la bielorrusa consiguió la victoria por 6-3, 6-1. Este fue el tercer título de su carrera y su primer Premier.

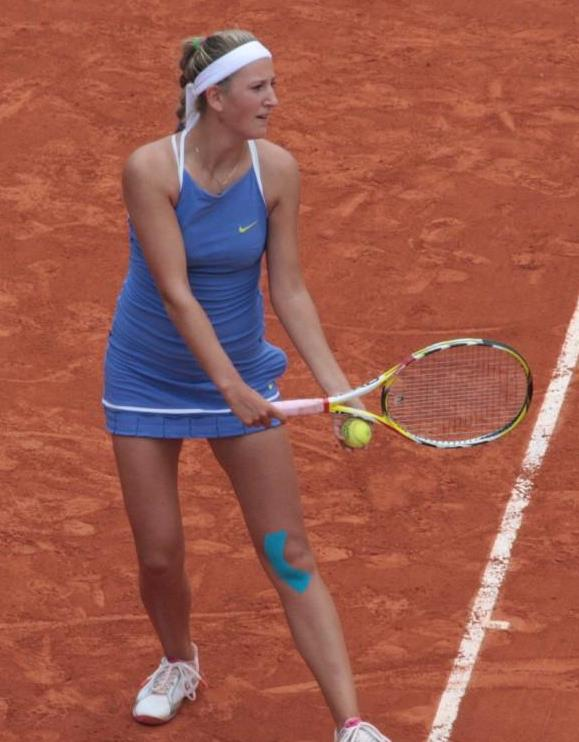
Azárenka en Roland Garros 2009.

En la temporada de arcilla, jugó el Torneo de Stuttgart como la cuarta preclasificada. En primera ronda venció a Carla Suárez por 6-1, 6-4, pero perdió en segunda ronda ante Gisela Dulko por 4-6, 3-6. En el Premier de Roma, Azárenka fue la sexta cabeza de serie. En segunda ronda derrotó a Ayumi Morita por 6-0 y retiro de la japonesa. En tercera ronda, volvió a ganar ante la preclasificada número nueve, Caroline Wozniacki, a quien venció por 6-2, 6-2. En cuartos de final eliminó a Kaia Kanepi por 7-6(5), 6-3. En semifinales cayó derrotada ante Svetlana Kuznetsova por 2-6, 4-6. Luego participó en el Masters de Madrid como preclasificada número siete, venciendo en segunda ronda a Shuai Peng por 6-4, 6-1 y en tercera a Agnes Szavay por 4-6, 6-2, 6-2. En cuartos de final cayó ante Amelie Mauresmo por 7-5, 1-6, 1-6.
En el segundo Grand Slam de la temporada, Roland Garros, Azárenka fue la preclasificada N.°9 y llegó a cuartos de final por primera vez. En primera ronda venció a Roberta Vinci por 6-4, 6-2, en segunda ronda derrotó a Kristina Barrois por 7-6, 7-5, en tercera ronda le ganó a Carla Suárez por 5-7, 7-5, 6-2, en cuarta ronda, ante la preclasificada N.°8, Ana Ivanovic, ganó por 6-2, 6-3 y en cuartos de final perdió ante la N.°1, Dinara Safina, por 6-1, 4-6, 2-6. En dobles junto con Yelena Vesnina jugaron como las preclasificadas N.°12 y llegaron a la final, enfrentándose a la pareja de Anabel Medina y Virginia Ruano, pero perdieron por 1-6, 1-6.
En la temporada de césped, la tenista se bajó del Torneo de Eastbourne por una lesión en su cadera. En el Campeonato de Wimbledon, la bielorrusa fue la 8.º cabeza de serie. En primera ronda venció a Severine Bremond por 6-2 y retiro de la francesa. En segunda ronda derrotó a Ioana Olaru por un doble 6-0. En tercera ronda eliminó a Sorana Cirstea por 7-6, 6-3. En cuarta ronda le ganó a la preclasificada N.°10, Nadia Petrova por 7-6, 2-6, 6-3. En cuartos de final, perdió ante la N.°2 del mundo, Serena Williams por 6-2, 6-3.

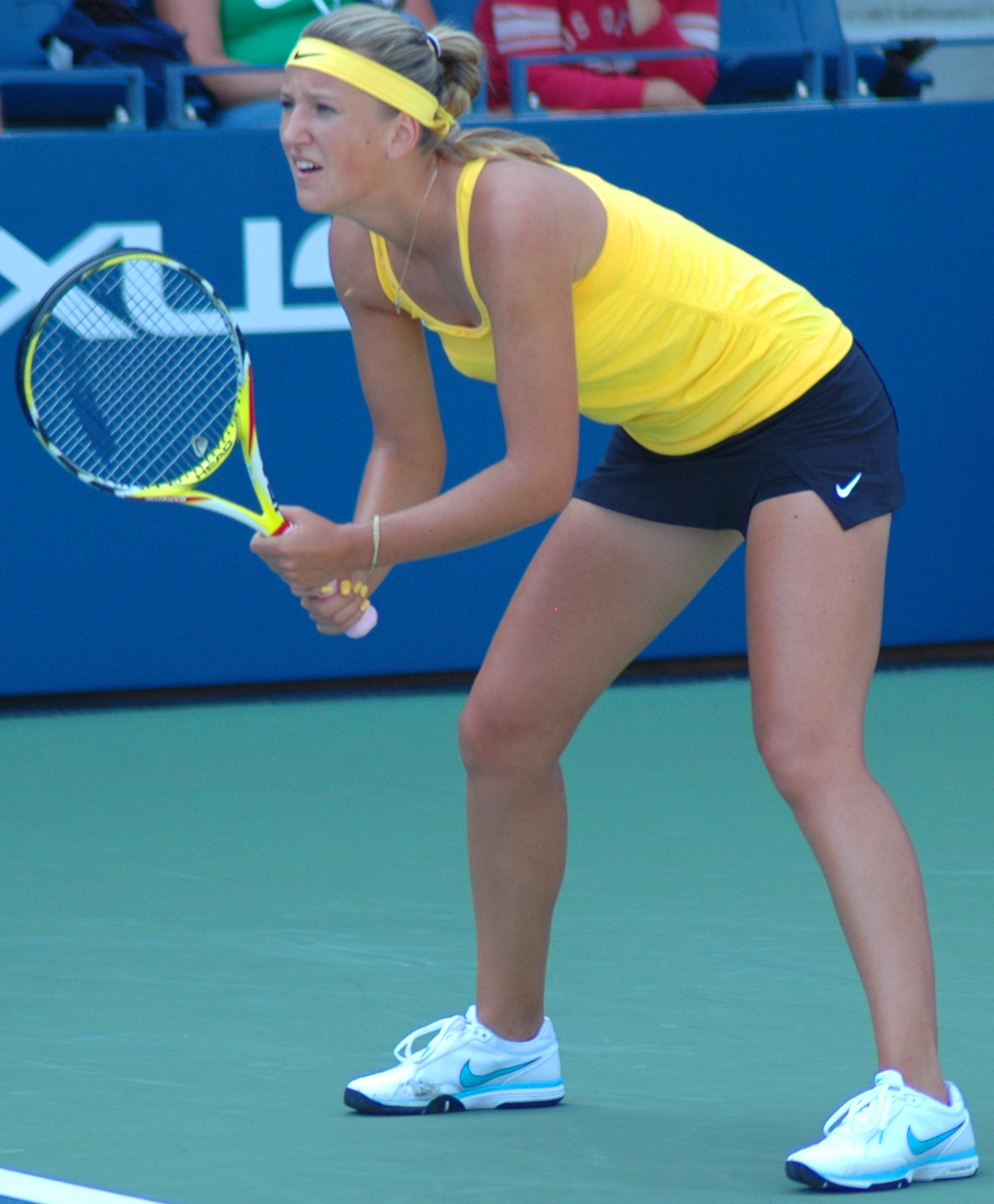
Azárenka en el Abierto de EE. UU 2009.

Más tarde, en el Torneo de Los Ángeles, como tercera preclasificada, perdió en segunda ronda ante María Sharápova por 7-6, 4-6, 2-6. En Cincinnati, Azárenka fue la cabeza de serie N.°9 y perdió en la tercera ronda ante la preclasificada N.°5, Jelena Jankovic por 5-7, 6-7(4) cometiendo 11 dobles faltas. En el Premier de Toronto, Azárenka fue la preclasificada N.°9 y perdió en la segunda ronda ante Kim Clijsters por 5-7, 6-4, 1-6. En el último Grand Slam de la temporada, el Abierto de EE. UU., como octava preclasificada, derrotó en primera ronda a Alexandra Dulgheru por un doble 6-1. En segunda ronda, venció a Barbora Záhlavová-Strýcová por 6-2, 6-1. En tercera ronda perdió ante Francesca Schiavone por 6-4, 2-6, 2-6.
Luego, Azárenka disputó el Torneo de Tokio como la octava cabeza de serie. En segunda ronda, venció a Zheng Jie por un doble 6-1. En tercera ronda, derrotó a Lucie Safarova por 7-5, 6-4. En cuartos de final, perdió ante la preclasificada N.°15, Li Na por 6-7(7), 6-4, 6-7(4). En el Torneo de Pekín, Azárenka perdió en segunda ronda ante María Sharápova por 3-6, 7-6(5), 5-7. Posteriormente tuvo la intención de jugar la Copa Kremlin en Moscú, pero se retiró.
En el WTA Tour Championships en Doha, Azárenka venció a Jelena Jankovic en su primer partido del round-robin por 6-2, 6-3. En el segundo partido, ante Caroline Wozniacki, la bielorrusa perdió por 6-1, 4-6, 5-7. Debido a esta derrota, necesitaba vencer a la suplente, Agnieszka Radwanska, para clasificar a las semifinales del certamen. Azárenka no pudo ante la polaca y perdió por 6-4, 5-7, 1-4 retirándose por sufrir fuertes calambres; terminó tercera en el grupo y no pudo por tanto clasificar a las semifinales.
Finalmente, Victoria Azárenka terminó la temporada en el puesto número siete de la lista de clasificación mundial de la WTA, ganando tres títulos y clasificándose al campeonato de fin de año por primera vez en su carrera. El 15 de diciembre, Azárenka se desvinculó de su entrenador Antonio Van Grichen.

### 2010
Victoria Azárenka comenzó la temporada en el torneo de exhibición Hong Kong Tennis Classic. Formó parte del equipo de Europa junto con Caroline Wozniacki y Stefan Edberg. Derrotó a Gisela Dulko en su primer partido por 6-1 y luego se retiró por estar enferma. En su primer torneo profesional de la temporada, en Sídney, Azárenka fue la sexta cabeza de serie. Venció a Sabine Lisicki (3-6, 6-2, 7-5) y a Kimiko Date-Krumm (6-1, 5-7, 7-5) en primera y segunda ronda respectivamente, y en cuartos de final eliminó a Dominika Cibulkova (2-6, 6-2, 7-5). En semifinales cayó ante Elena Dementieva por 3-6, 1-6.
En el Abierto de Australia, como preclasificada número siete, derrotó sucesivamente a Stéphanie Cohen-Aloro (6-2, 6-0), Stefanie Vögele (6-4, 6-0) y a Tathiana Garbin (6-0, 6-2) en las tres primeras rondas. En la cuarta venció en tres sets a la preclasificada número nueve, Vera Zvonariova, por 4-6, 6-4, 6-0. En cuartos de final perdió ante la primera cabeza de serie, Serena Williams, por 6-4, 6-7, 2-6. En el Torneo de Dubái, como cuarta cabeza de serie, derrotó en su camino a la final a Vera Zvonariova en los cuartos de final por 6-1, 6-3 y a Agnieszka Radwanska en semifinales por 6-3, 6-4. En la final ante Venus Williams, la campeona defensora, la bielorrusa perdió por 3-6, 5-7.
En el Premier de Indian Wells, como tercera cabeza de serie, le ganó en segunda ronda a Sybille Bammer por 6-1, 7-5, pero en tercera ronda perdió ante María José Martínez Sánchez por 6-7, 2-6. En Miami, como campeona defensora y cuarta preclasificada, derrotó en segunda ronda a Alexandra Dulgheru por 6-3, 6-2. En tercera ronda venció a Lucie Safarova por 6-4, 6-2. En cuarta ronda cayó ante Kim Clijsters por 4-6, 0-6.

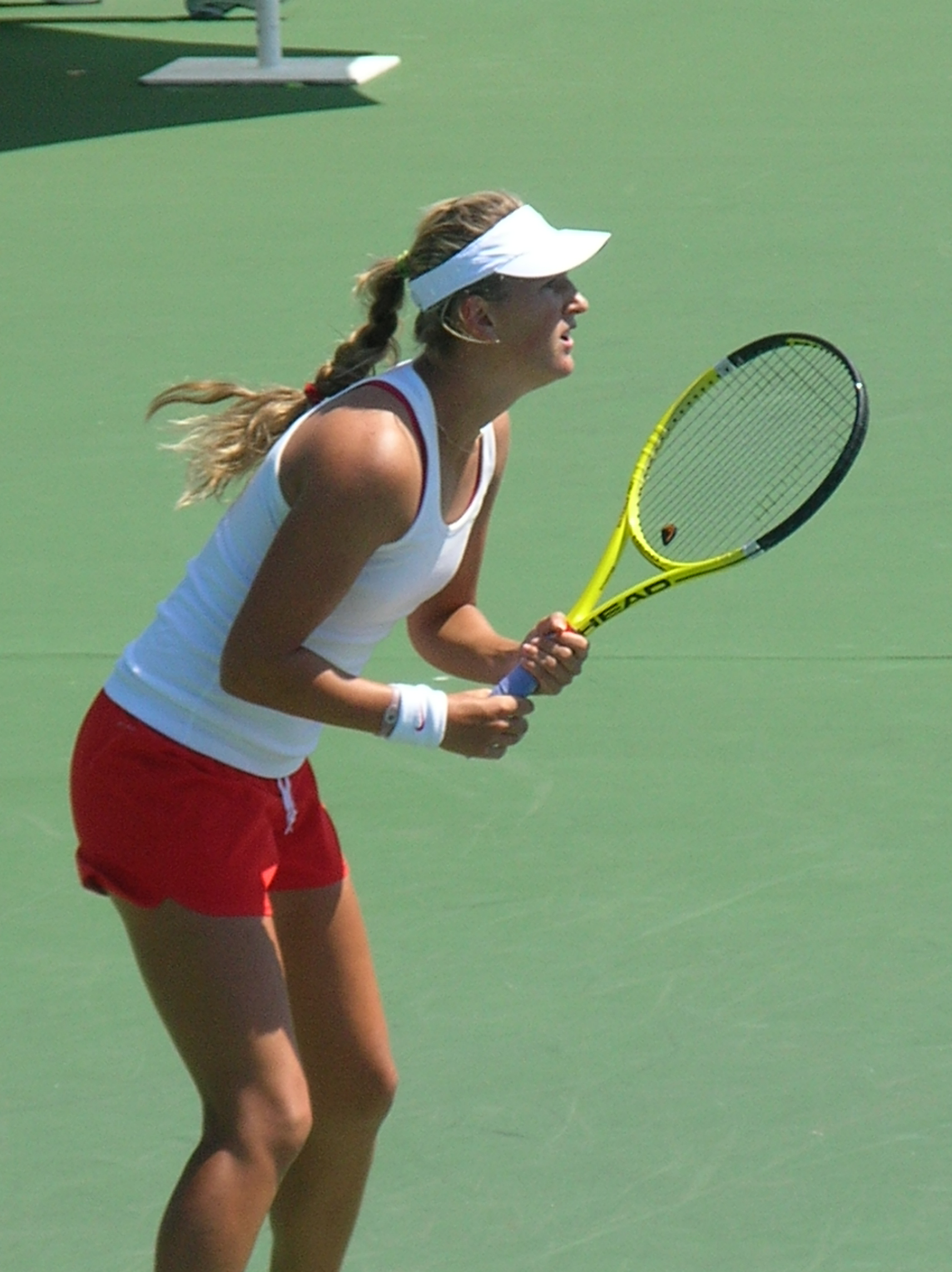
Azárenka practicando en Stanford 2010.

En la temporada de arcilla, jugó el Torneo de Marbella como la primera cabeza de serie. Azárenka llegó a los cuartos de final sin perder un set. En esa instancia enfrentó a María José Martínez Sánchez y cuando iba 4-0 se tuvo que retirar debido a una lesión en su muslo izquierdo. En el Torneo de Charleston, como tercera preclasificada, tuvo que retirarse en su partido de segunda ronda ante Christina McHale cuando iban 6-2, 2-2, debido a una lesión en su músculo isquiotibial izquierdo. En el Torneo de Stuttgart, como sexta favorita, derrotó en primera ronda a Flavia Pennetta por 6-1, 6-4. En segunda ronda cayó ante Anna Lapushchenkova por un doble 3-6. En el Internazionali BNL d'Italia, como novena cabeza de serie, perdió en segunda ronda ante Ana Ivanovic por un doble 4-6. En Madrid, como preclasificada número diez, se tuvo que retirar en su partido de primera ronda ante Peng Shuai cuando iban 0-3 por una lesión en su músculo abductor derecho. En el Torneo de Roland Garros 2010, regresando de la lesión, perdió en primera ronda ante Gisela Dulko por 1-6, 2-6.
En la temporada de césped, disputó el Torneo de Eastbourne. En primera ronda derrotó a la preclasificada número cuatro, Agnieszka Radwanska por 7-6, 6-1. En segunda ronda, venció a Heather Watson por un doble 6-1. En cuartos de final, eliminó a la preclasificada número cinco Kim Clijsters por 7-6, 6-4. En semifinales, le ganó a la preclasificada número ocho, Marion Bartoli por 6-3, 7-5. En la final perdió ante Yekaterina Makárova por 6-7(5), 4-6. En el Campeonato de Wimbledon, fue la decimocuarta cabeza de serie. Derrotó a Mirjana Lučić (doble 6-3) y Bojana Jovanovski (6-1, 6-4) en las dos primeras rondas, pero cayó en tercera ante Petra Kvitová por 5-7, 0-6.

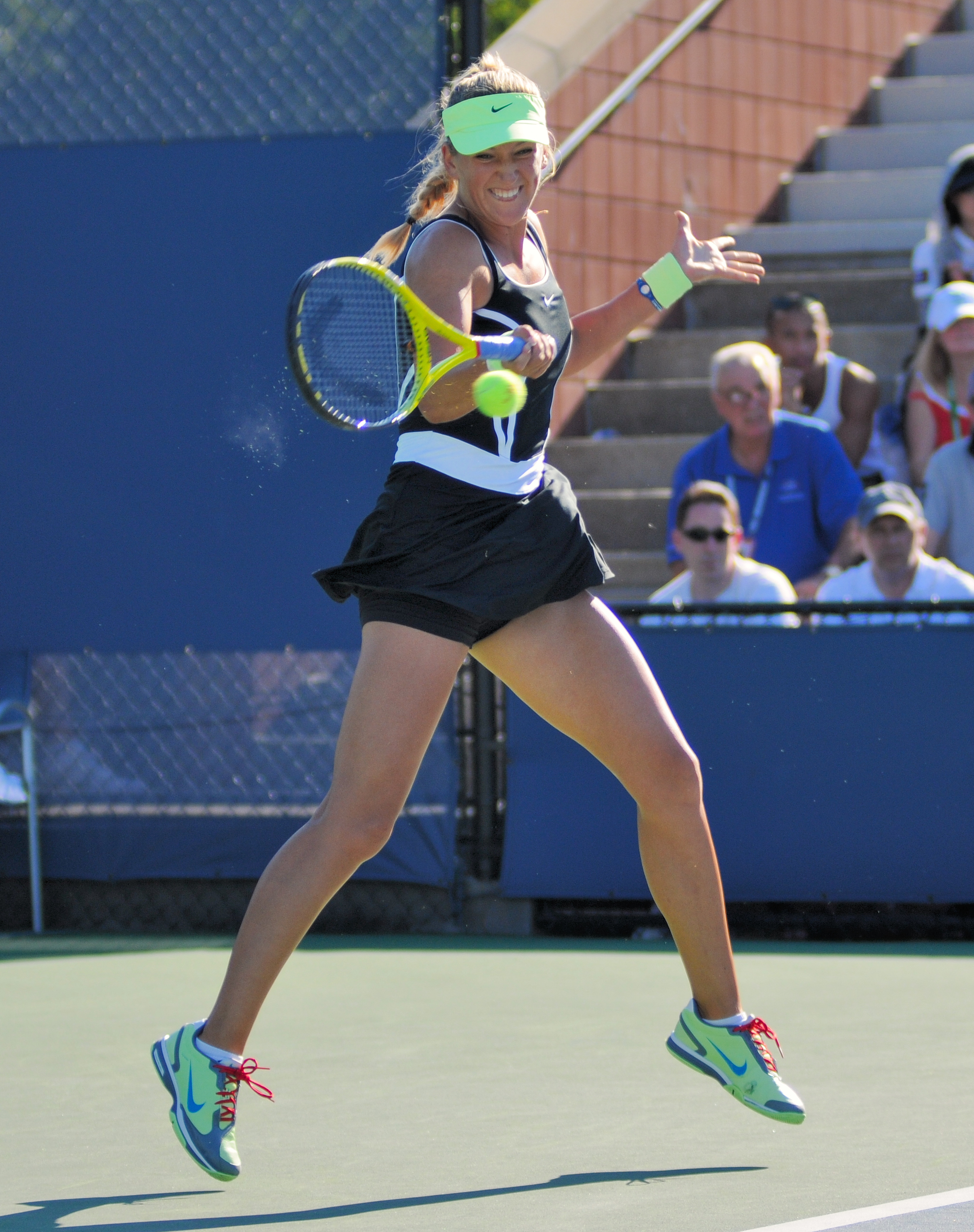
Azárenka en el Abierto de EE. UU 2010.

En la gira norteamericana, participó del Torneo de Stanford tras recibir un Wild Card. Como la octava preclasificada, derrotó en primera ronda a Ayumi Morita por 6-0, 6-2. En segunda ronda, venció a Melanie Oudin por 6-3, 6-1. En cuartos de final, eliminó a la cuarta preclasificada, Marion Bartoli por 3-6, 6-3, 6-3. En semifinales, le ganó a la preclasificada número uno, Samantha Stosur por 6-2, 6-3. En la final, Azárenka consiguió el cuarto título de su carrera, tras batir a la preclasificada número 5, María Sharápova por 6-4, 6-1. En el Premier de Cincinnati, como novena cabeza de serie, perdió en primera ronda ante Ana Ivanovic por 6-2, 6-7(6), 2-6. Sin embargo, en la sección de dobles, la bielorrusa junto con María Kirilenko lograron el título venciendo en la final a Lisa Raymond y Rennae Stubbs por 7-6(4), 7-6. Luego, jugó en Montreal como la preclasificada N.°10, llegó a semifinales perdiendo ante Vera Zvonariova por 6-7(6), 0-1 y retiro debido a una ampolla en el pie izquierdo.
Más tarde disputó el Abierto de EE. UU. como la décima cabeza de serie. En primera ronda, venció a Monica Niculescu por 6-0, 5-7, 6-1. En segunda ronda sufrió una grave insolación cuando estaba jugando contra Gisela Dulko, cayendo desmayada y retirándose inconsciente del partido, cuando perdía el primer set por 1-5.
Volvió a las canchas en el Torneo de Tokio como la octava cabeza de serie. En segunda ronda venció a Lucie Safarova por 6-1, 6-3. En tercera ronda, derrotó a la decimoprimera cabeza de serie, Marion Bartoli por 6-2 y retiro de la francesa. En cuartos de final eliminó a Coco Vandeweghe por 6-2, 6-1. En semifinales perdió ante la primera cabeza de serie, Caroline Wozniacki por 2-6, 7-6, 4-6. En Pekín, como octava preclasificada, perdió en segunda ronda ante Timea Bacsinszky por 6-4, 2-3 y retiro debido a una lesión en su músculo abductor izquierdo. En la Kremlin Cup, como segunda favorita al título, venció en segunda ronda a Andrea Petkovic por 6-4, 2-6, 6-1. En cuartos de final derrotó a la séptima cabeza de serie, Alisa Kleybanova por 6-1, 6-3. En semifinales venció a María José Martínez Sánchez por un doble 6-3. En la final consiguió el quinto título de su carrera al vencer a María Kirilenko por 6-3, 6-4.
Su actuación en Moscú le permitió clasificar para el WTA Tour Championships. A Azárenka le tocó el Grupo Blanco y, en su primer partido del round-robin ante Vera Zvonariova, perdió por 6-7, 4-6. En el segundo enfrentamiento, cayó ante Kim Clijsters por 4-6, 7-5, 1-6 perdiendo las posibilidades de clasificar a semifinales. En el último partido del round-robin, ante Jelena Jankovic logró una victoria por 6-4, 6-1. La bielorrusa terminó tercera en el round-robin.
Azárenka terminó el año en el puesto número diez d e la lista de clasificación mundial de la WTA, ganando dos títulos.

### 2011
Victoria Azárenka comenzó la temporada disputando el Torneo de Sídney 2011 como séptima favorita. Venció a Yekaterina Makárova (2-6, 6-2, 6-4) y Shahar Peer (7-5, 6-3) en primera y segunda ronda respectivamente. En cuartos de final perdió ante la tercera preclasificada, Kim Clijsters, por 3-6, 2-6. En el Abierto de Australia, fue la octava preclasificada. En primera ronda venció a Kathrin Wörle por 6-0, 6-2. En segunda ronda derrotó a Andrea Hlavackova por un doble 6-4. En tercera ronda eliminó a Chanelle Scheepers por un doble 6-3. En cuarta ronda cayó derrotada ante Li Na por un doble 3-6. En la modalidad de dobles junto con María Kirilenko fueron las preclasificadas número doce. Perdieron la final en tres sets ante las preclasificadas número uno, Gisela Dulko y Flavia Pennetta, por 6-2, 5-7, 1-6.
Luego, la tenista viajó a Israel para disputar la Fed Cup. Bielorrusia venció a Croacia, Austria y Grecia en la fase de grupos sin perder un set. El equipo bielorruso derrotó a Polonia 2-0 para clasificar a los play-offs del Grupo Mundial II.
Más tarde, Azárenka disputó el Torneo de Dubái como la séptima cabeza de serie. En segunda ronda derrotó a Peng Shuai por 4-6, 6-2, 7-6. En tercera ronda perdió ante la undécima preclasificada Flavia Pennetta por 3-6, 7-6, 4-6. En el Qatar Ladies Open, fue la sexta preclasificada pero perdió ante Daniela Hantuchova por 6-4, 1-6, 2-6.
Fue octava cabeza de serie en el BNP Paribas Open. Derrotó en segunda ronda a Yekaterina Makárova por 6-4, 6-3, a Urszula Radwanska por 7-6, 6-3 en tercera y en la cuarta a la preclasificada número nueve, y hermana de su anterior adversaria, Agnieszka Radwanska por 4-6, 6-3, 7-6, siendo la segunda persona que derrota a las hermanas Radwanska en un mismo torneo. En cuartos de final, ante la número uno del mundo Caroline Wozniacki, se retiró por una lesión en la zona izquierda de su cadera cuando el partido iba 0-3. En el Premier de Miami, como octava favorita al torneo, venció en segunda ronda a Lucie Hradecka por 7-5, 4-6, 6-0. En tercera ronda derrotó a la preclasificada número25, Dominika Cibulkova por 3-6, 6-3, 6-4. En cuarta ronda eliminó a la 17.º cabeza de serie, Anastasiya Pavliuchenkova por 3-6, 6-1, 6-4. En cuartos de final, Azárenka le ganó a la número 2 del mundo, Kim Clijsters por un doble 6-3. En semifinales, obtuvo el triunfó ante la número 3 del mundo, Vera Zvonariova por 6-0, 6-3. En la final, ante María Sharápova, la bielorrusa consigue el sexto título de su carrera, tras batirla por 6-1, 6-4.

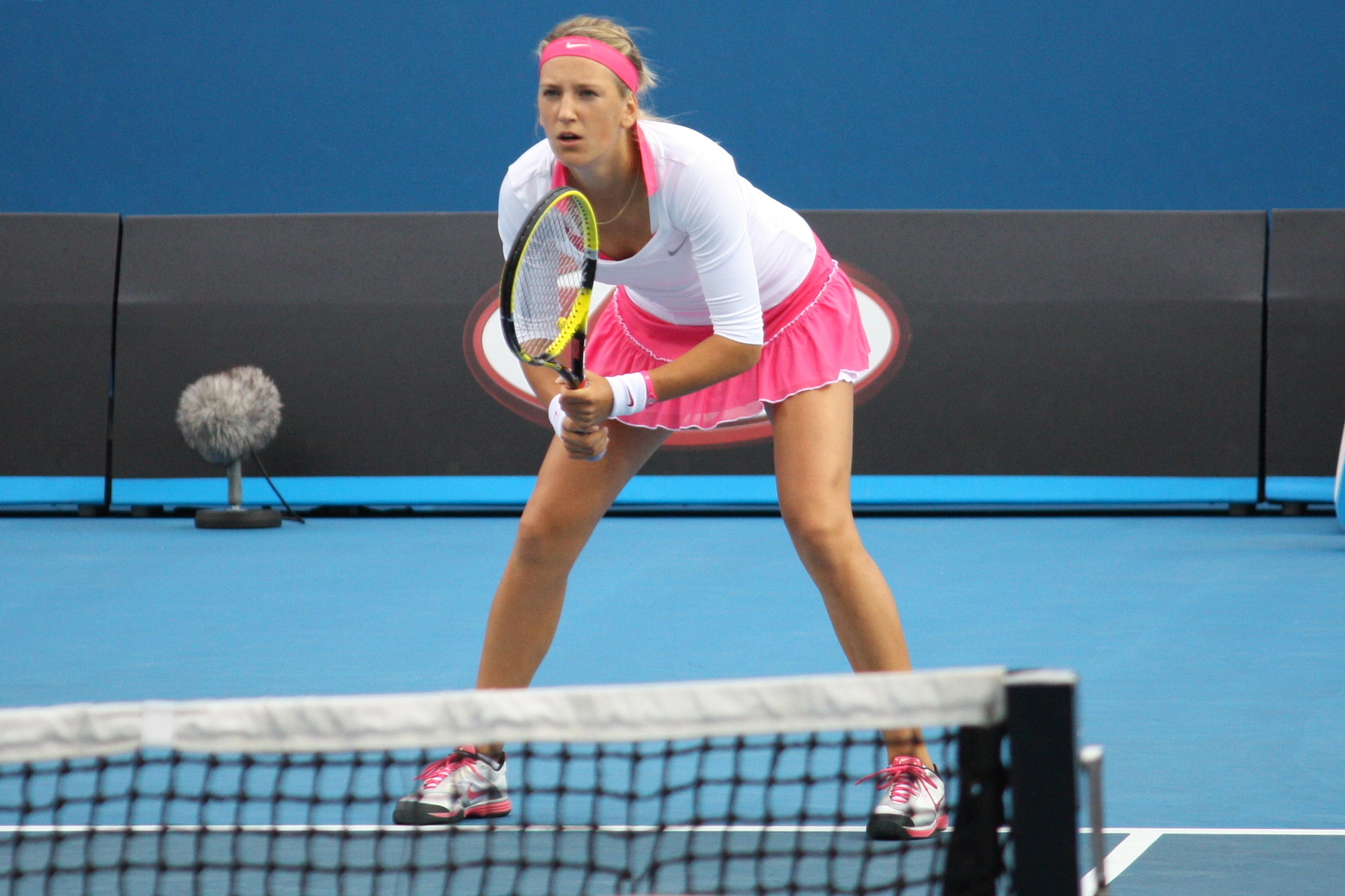
Azárenka en el Abierto de Australia 2011.

En la temporada de arcilla, disputó el Torneo de Marbella como la primera cabeza de serie. En primera ronda derrotó a Arantxa Parra por 6-2, 6-3. En segunda ronda venció a Laura Pous por 6-3, 6-2. Pasó a semifinales, tras vencer a Dinara Safina por 5-1 y retiro de la rusa. En semifinales, eliminó a la octava preclasificada, Sara Errani por 6-2, 6-1. En la final, ante Irina-Camelia Begu, consigue su primer título en arcilla y el séptimo de su carrera, tras derrotarla por 6-3, 6-2. Luego jugó los play-offs de la Fed Cup ante Estonia. En su partido de individuales, la tenista ganó por 6-2, 6-0. La serie fue para Bielorrusia por 5-0, clasificándose al Grupo Mundial II de la Fed Cup 2012.
Más tarde participó del Torneo de Stuttgart como la cuarta favorita. En segunda ronda ante Julia Görges, se retiró cuando iban 6-4. En Madrid, como cuarta preclasificada, derrotó en primera ronda a Vera Dushevina por un doble 6-0. En segunda ronda venció a Sofia Arvidsson por un doble 6-1. En tercera ronda eliminó a Arantxa Parra por 6-0, 6-3. En cuartos de final, le ganó a Lucie Safarova por 6-3, 3-6, 6-2. En semifinales, Azárenka se tomó su revancha y batió a Julia Görges por 6-4, 6-2. En la final, perdió ante Petra Kvitová por 6-7, 4-6. En la modalidad de dobles, junto con María Kirilenko, lograron el título tras vencer en la final a Kveta Peschke y Katarina Srebotnik por 6-4, 6-3. Luego, en el Premier de Roma, como tercera cabeza de serie, venció en segunda ronda a Sara Errani por 6-1, 6-2. En tercera ronda derrotó a Anastasiya Pavliuchenkova por 6-4, 4-6, 6-2. En cuartos de final, ante la séptima cabeza de serie, María Sharápova se retiró cuando iban 6-4, 0-3 debido a una lesión en su codo derecho.

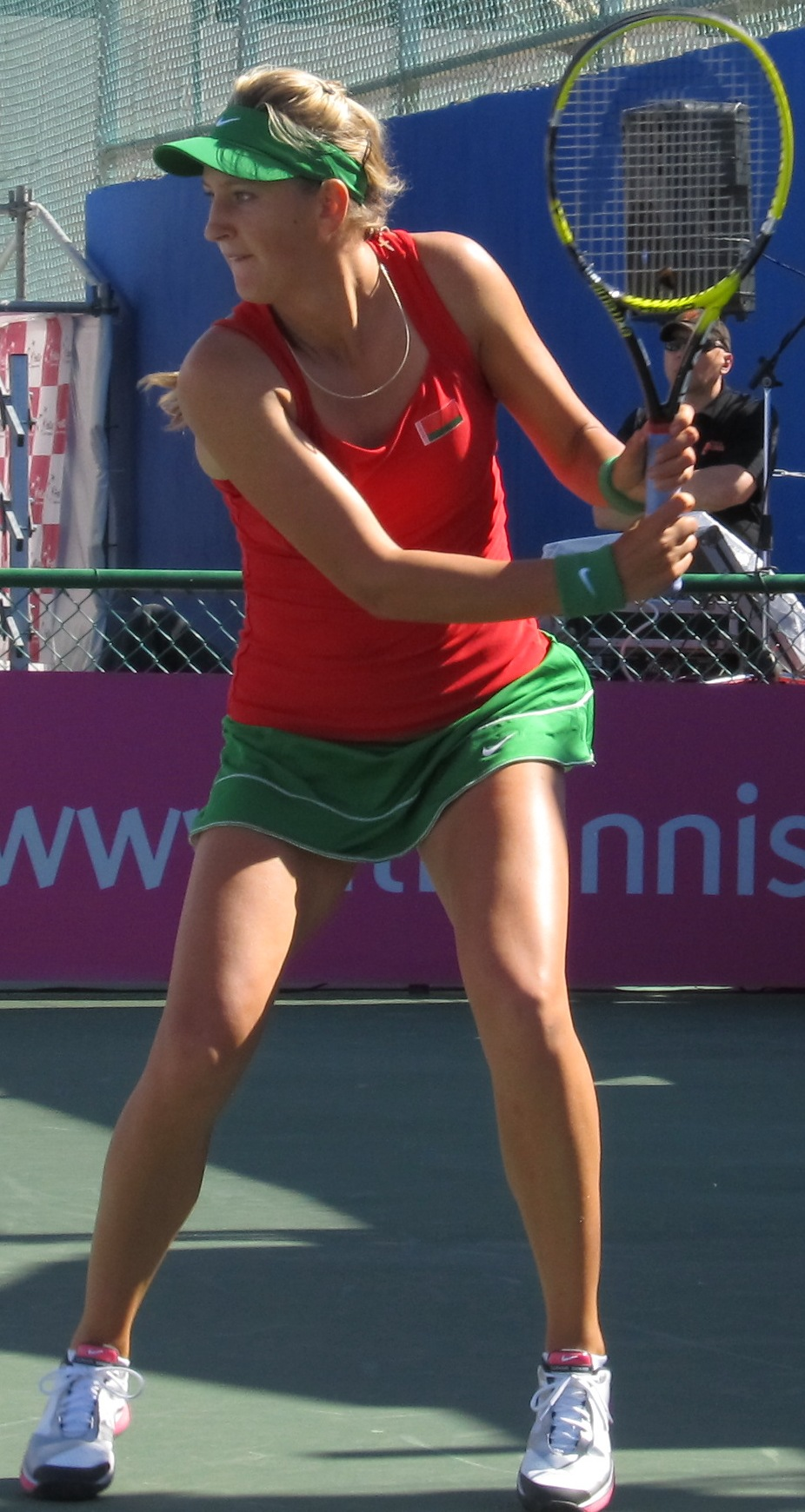
Azárenka en la Fed Cup 2011.

En Roland Garros, fue la cuarta preclasificada. Venció a Andrea Hlavackova (doble 6-3), a Pauline Parmentier (6-0, 6-1), a la trigésima preclasificada, Roberta Vinci (6-3, 6-2) y a Yekaterina Makárova por 6-2, 6-3 en las rondas primera a cuarta respectivamente. En cuartos de final perdió ante la sexta preclasificada y eventual ganadora del torneo, la china Na Li, con un marcador de 5-7, 2-6.
Posteriormente, comenzó la temporada de césped participando en el Torneo de Eastbourne. Derrotó a Shuai Peng en primera ronda por 6-4, 7-6 y en segunda a Elena Baltacha por 6-1, 7-6. En la tercera ronda enfrentó a Marion Bartoli, y se tuvo que retirar con un marcador de 2-6, 0-2 debido a una lesión en su músculo abductor derecho.
En Wimbledon, Azárenka fue la cuarta preclasificada. En primera ronda derrotó a Magdaléna Rybáriková por 6-4, 6-2 y retiro de la contrincante. En segunda ronda venció a Iveta Benesova por 6-0, 6-3. En tercera ronda eliminó a la preclasificada número veinticinco, Daniela Hantuchova por 6-3, 3-6, 6-2. En cuarta ronda le ganó a Nadia Petrova por un doble 6-2. En cuartos de final, triunfó sobre Tamira Paszek por 6-3, 6-1 y así la bielorrusa avanzó a su primera semifinal en un Grand Slam. En esa instancia, perdió ante Petra Kvitová, con un marcador de 1-6, 6-3, 2-6.

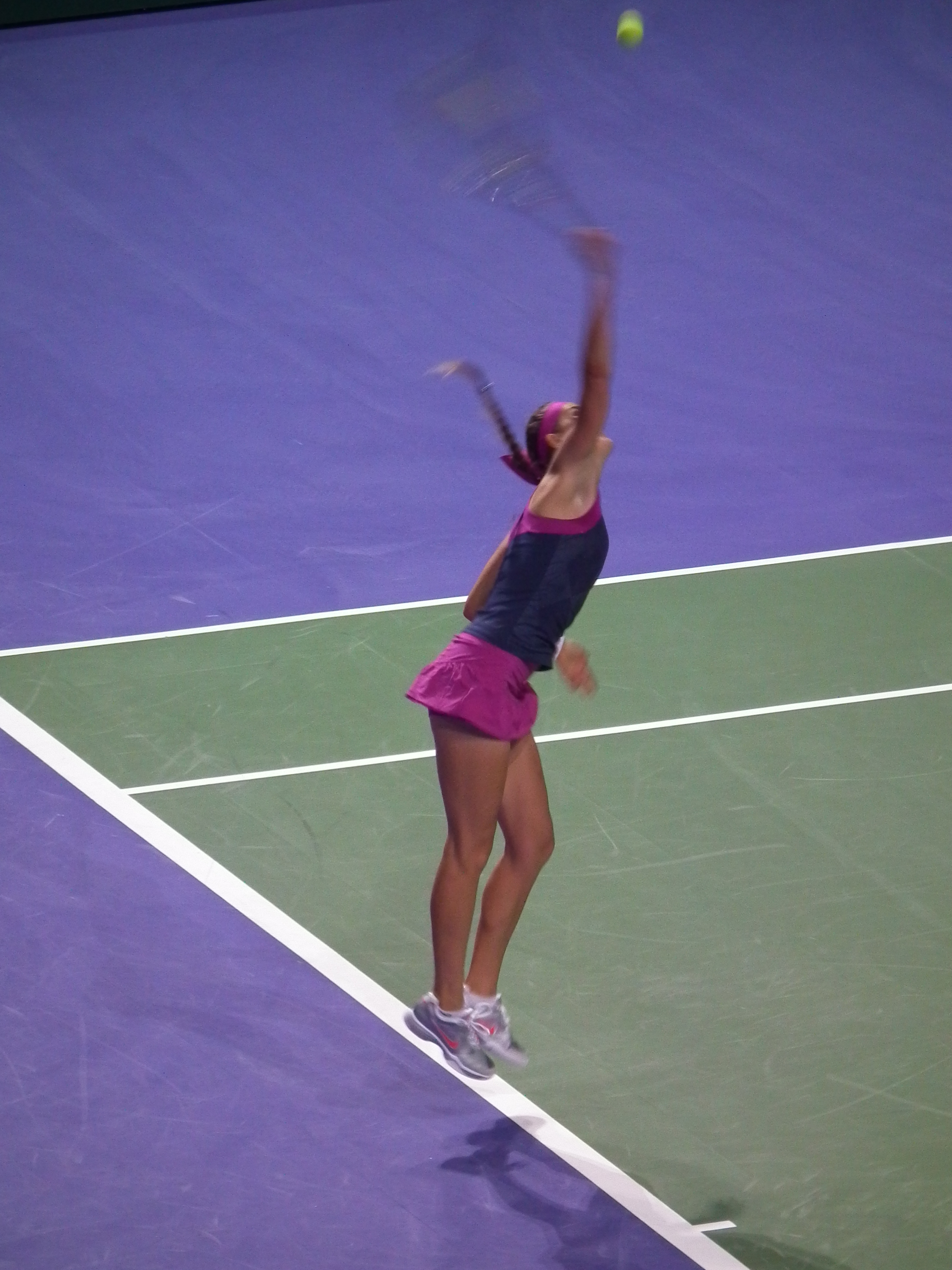
Azárenka en el WTA Tour Championships 2011.

Más adelante, disputó el Torneo de Stanford para defender el título conseguido la temporada pasada. La máxima favorita al torneo, fue sorprendida al perder en su debut ante Marina Erakovic por 6-4, 5-7, 2-6. En dobles, junto con María Kirilenko fueron las segundas preclasificadas y se llevaron el título venciendo en la final, a las primeras preclasificadas, Liezel Huber y Lisa Raymond por 6-1, 6-3. En la Rogers Cup, en Toronto, como cuarta cabeza de serie, venció en segunda ronda a Stephanie Dubois por un doble 6-0. En tercera ronda derrotó a María José Martínez Sánchez por 6-1, 6-2. En cuartos de final, venció a Galina Voskoboeva por 6-1, 6-2. En semifinales, perdió ante Serena Williams por un doble 3-6. En dobles, junto con María Kirilenko llegan a la final pero no se presentaron por una lesión en la mano de Azárenka. La bielorrusa se retiró del Premier de Cincinnati por esa misma lesión.
En el Abierto de EE. UU. clasificó como cuarta cabeza de serie. Derrotó en primera ronda a Johanna Larsson por 6-1, 6-3, en segunda a Gisela Dulko por 6-4, 6-3 y perdió en tercera ronda ante la preclasificada número veintiocho, Serena Williams por 1-6, 6-7. En el Torneo de Tokio, fue la tercera favorita. En segunda ronda venció a Irina-Camelia Begu por 6-1, 6-3. En tercera ronda derrotó a Klára Zakopalová por 6-3, 7-5. En cuartos de final eliminó a la séptima cabeza de serie, Marion Bartoli, por 7-5, 6-0. En semifinales, cayó ante la preclasificada número nueve, Agnieszka Radwańska por 3-6, 6-4, 2-6. Este resultado la clasificó al WTA Tour Championships por tercer año consecutivo. En el Torneo de Pekín, como segunda preclasificada derrotó en segunda ronda a Polona Hercog por 7-6, 6-3. En tercera ronda no se presentó al partido ante Anastasiya Pavliuchenkova por una lesión en su pie derecho.
Fue la máxima favorita del Torneo de Luxemburgo. En primera ronda derrotó a Barbora Záhlavová-Strýcová por 6-2, 6-4. En segunda ronda venció a Alberta Brianti por 6-0, 6-1. En cuartos de final, eliminó a Iveta Benesova por 6-3, 6-2. En semifinales, le ganó a la sexta preclasificada, Julia Görges por un doble 6-3. En la final, batió a Monica Niculescu por un doble 6-2 y así logró el octavo título de su carrera y el tercero de la temporada.
Por último, en el WTA Championships, Azárenka fue colocada en el Grupo Blanco junto con María Sharápova, Li Na, Samantha Stosur y la alternativa, Marion Bartoli. En su primer partido del round-robin, ante Samantha Stosur, triunfó con un doble 6-2. Se clasificó a semifinales tras vencer en el segundo partido a Li Na por otro doble 6-2. En el tercer partido perdió ante Marion Bartoli por 7-5, 4-6, 4-6. A pesar de esa derrota Azárenka terminó primera en el round-robin. En semifinales, la bielorrusa derrotó a Vera Zvonariova por 6-2, 6-3. En la final, ante Petra Kvitová perdió por 5-7, 6-4, 3-6.
Azárenka terminó la temporada en el puesto número tres de la lista de clasificación mundial de la WTA, ganando tres títulos. Este fue el tercer año consecutivo en el que acabó entre las diez mejores.

### 2012
Victoria Azárenka ganó su primer torneo del año en el Apia International Sídney, donde fue la tercera preclasificada. Azárenka derrotó a sus tres primeros oponentes en sets corridos para avanzar a las semifinales donde derrotó a Agnieszka Radwanska por 1-6, 6-3, 6-2. En la final, derrotó a Li Na en tres sets por 6-2, 1-6 y 6-3.
Azárenka compitió en el Abierto de Australia como la tercera preclasificada. Azárenka no perdió un set en las primeras cuatro rondas. En los cuartos de final, Azárenka derrotó a Agnieszka Radwanska por 6-7(0), 6-0, 6-2. En semifinales, eliminó a Kim Clijsters en tres sets de 6-4, 1-6 y 6-3 para alcanzar su primera final de Grand Slam en individuales. En dicha instancia, enfrentó a la número cuatro del mundo, María Sharápova. Azárenka ganó por 6-3, 6-0 y así reemplazó a Caroline Wozniacki como número uno del mundo. Es la tercera mujer después de Evonne Goolagong Cawley y Chris O'Neil en ganar la competición junior y absoluta del mencionado torneo.

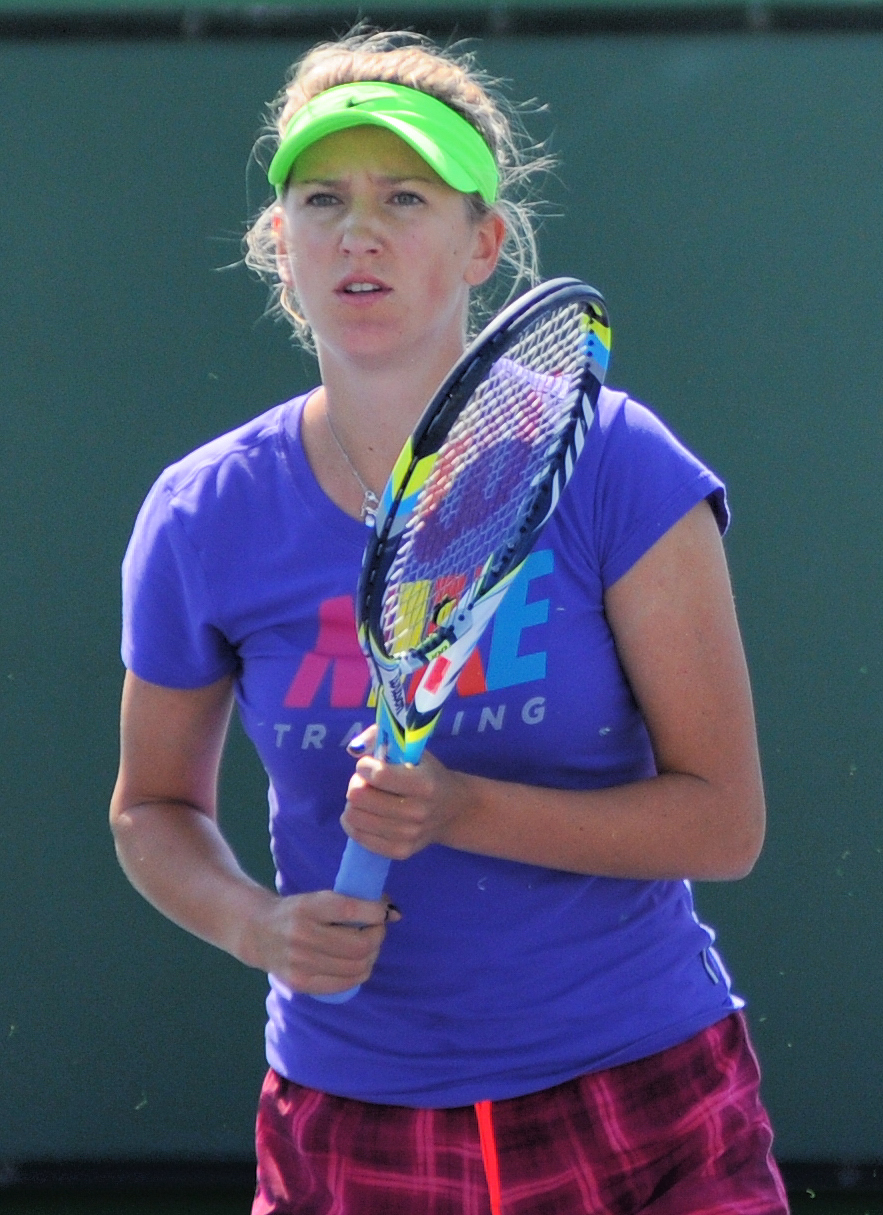
Victoria Azárenka practicando en el BNP Paribas Open 2012.

Su primer torneo como número uno fue en Doha. En las tres primeras rondas, no cedió ningún set. En semifinales, la bielorrusa derrotó a Agnieszka Radwanska por 6-2, 6-4 en una hora y media de juego. En la final, ante Samantha Stosur, se llevó el título derrotándola por 6-1, 6-2, encadenando su victoria consecutiva número diecisiete y siendo la primera jugadora que estrena su condición de número uno con un título desde que Justine Henin lo hiciera en el 2004. Luego se bajó del Torneo de Dubái por una lesión en el tobillo.
La tenista jugó el BNP Paribas Open y en cuartos de final venció nuevamente a Agnieszka Radwanska por 6-0, 6-2. En semifinales derrotó a Angelique Kerber por 6-4, 6-3. En la final, ante María Sharápova, la bielorrusa consiguió su cuarto título de la temporada al vencerla por 6-2, 6-3 en una hora y 26 minutos.

En el Sony Ericsson Open fue la máxima favorita al título, pero en cuartos de final perdió ante Marion Bartoli por un doble 3-6, poniéndole fin a su racha de 26 victorias consecutivas.

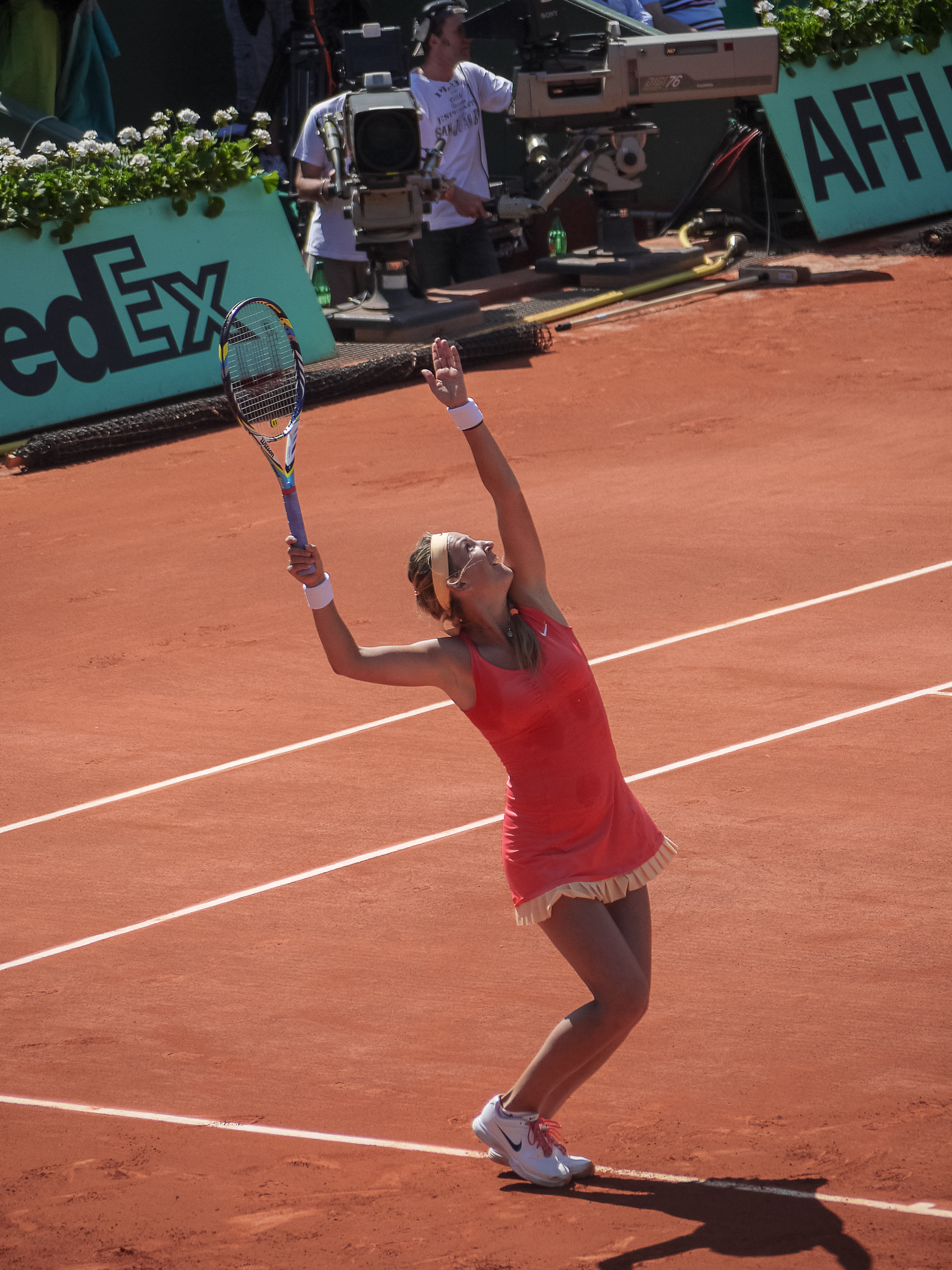
Azárenka en el Torneo de Roland Garros 2012.

En su temporada de arcilla, disputó el Torneo de Stuttgart llegando a cuartos de final sin ceder un set. Allí, le ganó a Mona Barthel por 6-4, 6-7(3), 7-5. En semifinales, derrotó a Agnieszka Radwanska por 6-1, 6-3. En la final ante Sharápova perdió por 1-6, 4-6.
En la arcilla azul del Mutua Madrid Open, logró vencer a Na Li en cuartos de final, por 3-6, 6-3, 6-3. En semifinales derrotó a Agnieszka Radwanska por 6-2, 6-4. En la final ante Serena Williams fue derrotada por 1-6, 3-6.
Disputó el Internazionali BNL d'Italia derrotando en segunda ronda a Shahar Peer por 6-1, 6-2. Tras dicha victoria, Azárenka anunció su retirada del torneo de Roma debido a una lesión en su hombro. En el Torneo de Roland Garros sería la máxima favorita al título, pero perdió en cuarta ronda ante Dominika Cibulkova por 2-6, 6-7(4). Tras esta derrota, dijo lo siguiente:

Voy a matarme. En los últimos cinco meses he jugado demasiado al tenis y necesito descansar un poco. Necesito descansar mentalmente y cuando vuelva mi pasión y mi deseo, volveré. Hoy ha sido una mala actuación, no ha tenido que ver nada el mal tiempo, era igual para las dos.

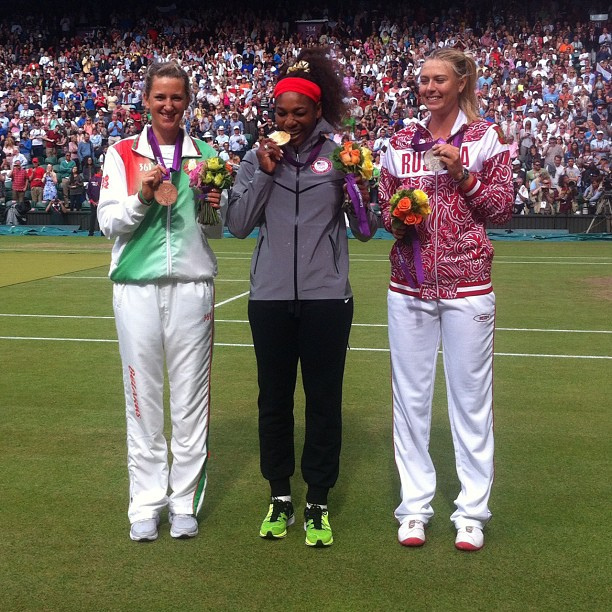
Victoria Azárenka ganó la medalla olímpica de bronce de los Juegos Olímpicos de Verano 2012. También ganó el oro en dobles mixtos junto con Max Mirnyi superando a los británicos Laura Robson y Andy Murray en la final.

De este modo, Azárenka cayó al puesto número dos de la lista de clasificación de la WTA. Por su parte, María Sharápova fue quien tomó el primer lugar tras llegar a la final de dicho torneo.
Luego disputó el Campeonato de Wimbledon 2012 como la segunda cabeza de serie. Logró repetir las semifinales del año pasado al perder ante Serena Williams por 3-6, 6-7(6). A pesar de la derrota, la deportista volvió al número uno de la lista de clasificación WTA, gracias a la caída de Radwanska en la final. En un comunicado, Azárenka dijo:

Está siendo mi mejor temporada como profesional y espero continuar así la segunda mitad del año. Trabajo a diario con mi equipo para ser la mejor del mundo, estar liderando una lista donde aparecen antiguas números uno es un gran honor.

Más tarde, volvió a las canchas de Wimbledon para disputar los Juegos Olímpicos de Londres 2012 como máxima preclasificada. Llegó a semifnales, enfrentando por tercera vez en el año a Serena Williams, y perdiendo por 6-1, 6-2 en una hora y tres minutos. Al perder las semifinales, la deportista disputó el partido por la medalla de bronce ante María Kirilenko e hizo que su país consiguiera la primera medalla de su historia en tenis, al imponerse por 6-3, 6-4. También disputó el Torneo de dobles mixto con su compatriota Max Mirnyi como máximos favoritos. Llegaron a semifinales sin perder un set, donde eliminaron a Lisa Raymond y Mike Bryan por 3-6, 6-4, 10-7, asegurándose una medalla. En la final, derrotaron a la pareja local Laura Robson y Andy Murray por 2-6, 6-3, 10-8, obteniendo la medalla de oro juntos y la segunda medalla de los Juegos Olímpicos 2012 de la bielorrusa.
Finalizado los Juegos Olímpicos, la medallista olímpica disputó el Premier 5 de Canadá en Montreal como máxima favorita, comenzando así su US Open Series. Debutó en segunda ronda ante Tamira Paszek pero cansada de su desgaste en los Juegos Olímpicos se tuvo que retirar cuando iban 3-3 en el primer set. Tras no participar en el Premier 5 de Cincinnati, participó del US Open como máxima favorita al torneo. La bielorrusa, llegó a los cuartos de final sin perder un set, en donde enfrentó a la campeona defensora del título, Samantha Stosur. El partido tuvo un corte por la lluvia y un tercer set que duró 69 minutos. Finalmente, Vika logró vencer a la australiana por 6-1, 3-6, 7-6(5). El mismo día de la victoria ante Stosur, se clasificó al torneo de fin de año, el WTA Tour Championships 2012 en octubre, junto con María Sharápova. En semifinales, logró su pase a la final del US Open por primera vez en su carrera, tras eliminar a la tercera favorita, María Sharápova por 3-6, 6-2, 6-4, en más de dos horas y media de acción. Así, disputó la gran final ante Serena Williams. Fue una apasionante definición en el estadio Arthur Ashe, con más de 23.000 espectadores. El primer set, fue para la local y N.º 4 del mundo por 6-2. Pero la líder de la WTA, ganó el segundo set por 6-2, siendo este set el primero que perdía la menor de las Williams en el torneo. Ya en el tercer set, Azárenka se puso 5-3 arriba en el marcador, sacando 5-4 para campeonato, pero finalmente la local se llevó cuatro games al hilo, y tras dos horas de partido la anfitriona se coronó campeona por 6-2, 2-6, 7-5. Así la bielorrusa no pudo adjudicarse su segunda corona en un Major, luego del éxito conseguido en enero en el Abierto de Australia. La final fue la primera de mujeres en el US Open que se disputó en tres sets desde 1995.

Luego, la flamante finalista del Abierto de EE. UU. declaró:

"Haber estado tan cerca ... duele mucho"; "Saber que lo tenías. Tan cerca y no se pudo"; "Nunca se rinde—sobre Serena Williams—"; "No existe duda que es la jugadora más fuerte, mentalmente, que hay"

Luego de su gran participación en el Abierto de Estados Unidos, la deportista compitió del Premier 5 de Tokio como máxima preclasificada. Tras dos victorias en sets corridos ante Tamira Paszek, y ante la 14.º preclasificada, Roberta Vinci, no se presentó a su partido de cuartos de final, en donde debía enfrentar a Angelique Kerber, 5.º favorita, a causa de mareos.
Finalizado el Torneo de Tokio, disputó el Premier Mandatory de Beijing como favorita al título. Así, la bielorrusa, se metió entre las cuatro mejores del torneo chino, sin ceder un set. En semifinales, superó a la 9.º preclasificada, Marion Bartoli por 6-4, 6-2, en una hora y 34 minutos, accediendo a su primera final del torneo chino. En la gran final, enfrentó a la n.º 2 del mundo, María Sharápova por quinta vez en el año. En dicha final, Azárenka derrotó a la rusa por 6-3, 6-1, conquistando su primer título tras siete meses, sin ceder un set. Además, se convirtió en la primera tenista profesional en ganar dos torneos de la categoría Premier Mandatory en un mismo año desde su introducción en 2009. Una semana después, la número uno del mundo disputó su único torneo WTA International en la temporada en Linz. Allí, venció en la final a la alemana Julia Görges por 6-3, 6-4, quinta favorita y 19.º en la clasificación mundial. Apenas cedió diecinueve juegos en cinco partidos.
Su año culminó en el WTA Tour Championships en Estambul. Compartió grupo con Serena Williams (3.º), Angelique Kerber (5.º) y Li Na (8.º). En su primer partido frente Kerber, logró salvar dos puntos de partidos y terminó imponiéndose por 6-7, 7-6, 6-4 en más de tres horas. En su segundo encuentro, ante Williams, fue derrotada por 4-6, 4-6 y tuvo que definir contra Li su pase a las semifinales, que finalmente concretó al vencerla 7-6, 6-3. Así, no solo ingresó a la penúltima ronda del torneo, sino que logró asegurarse finlizar el año como número uno. En semifinales, debía enfrentarse con María Sharápova, primera del otro grupo. La bielorrusa le había ganado los cuatro partidos anteriores que disputaron ese año sobre pista dura, pero la rusa pudo vencerla en sets corridos en un cómodo 6-4, 6-1.

### 2013
Victoria Azárenka comenzó el año jugando Brisbane como primera cabeza de serie, llegando a semifinales y retirándose de este a causa de una infección en el dedo gordo del pie derecho. Su siguiente torneo fue el Abierto de Australia derrotando en la final a la china Na Li por parciales de 4-6, 6-4 y 6-3. De esta forma logró mantenerse como la N.º 1 y defender el título que había conseguido en el 2012, ganando por segunda vez el torneo y su segundo Grand Slam.
Su siguiente torneo fue Doha donde defendía el título. Durante su paso a la final no cedió un set; ya en la final se enfrentó a la estadounidense Serena Williams ganándole en tres sets con parciales de 7-6(6), 2-6 y 6-3; ganado por segundo año consecutivo el torneo. A pesar de haber ganado el título, Azárenka perdió el N.º 1, cediendo su lugar a Serena Williams. Su siguiente parada fue en Indian Wells, donde también defendía el título, sin embargo no pudo retenerlo al retirarse del torneo por una lesión en uno de los tobillos, aunque si bien, alcanzó los cuartos de final; debido a esta lesión no pudo disputar Miami y Monterrey.
Victoria regresó a competir en Madrid sin tener una buena participación al caer en segunda ronda a manos de Yekaterina Makárova por 6-1, 2-6 y 3-6. Después disputó el torneo de Roma donde venció a Julia Görges, Ayumi Morita, Samantha Stosur y Sara Errani para llegar a la final; en la final fue derrotada por Serena Williams con un 1-6 y 3-6. Tras Madrid y Roma; Victoria disputó el segundo Grand Slam de la temporada, Roland Garros, donde venció a Yelena Vesniná, Annika Beck, Alizé Cornet, Francesca Schiavone y María Kirilenko para llegar a semifinales, donde perdió ante María Sharápova por 1-6, 6-2 y 4-6.
Wimbledon fue su siguiente parada; solo pudo llegar a al segunda ronda debido a que tuvo que retirarse por una lesión que sufrió en su primer encuentro. Victoria regresó en San Diego donde fue finalista, cayó en la final por 2-6 y 3-6 a manos de Samantha Stosur. Vika no pudo disputar el torneo de Toronto debido a una lesión en la espalda. En Cincinnati, Azárenka se coronó campeona al vencer en la final a Serena Williams por 2-6, 6-2 y 7-6(6), ganado así su tercer título de la temporada. En el Abierto de Estados Unidos, Victoria llegó a la final por segundo año consecutivo dejando en el camino a Dinah Pfizenmaier, Aleksandra Wozniak, Alizé Cornet, Ana Ivanović, Daniela Hantuchová y Flavia Pennetta; en la final perdió ante la estadounidense Serena Williams por 5-7, 7-6(6) y 1-6.
En el inicio de la gira asiática, Victoria fue sorprendida en Tokio al caer en la segunda ronda ante Venus Williams por 2-6 y 4-6. En Pekín, Vika cayó sorpresivamente en la primera ronda ante la alemana Andrea Petković por 4-6, 6-2 y 4-6, teniendo así una mala participación en los torneos asiáticos.
Azárenka terminó la temporada jugando el WTA Tour Championships donde no pasó la primera ronda al perder contra Jelena Janković y Na Li, y ganándole solo a Sara Errani.

### 2014
Victoria Azárenka inició el año jugando el torneo de Brisbane, Vika llegó a la final derrotando en el camino a Casey Dellacqua, Stefanie Vögele y Jelena Janković. En la final se enfrentó a la estadounidense Serena Williams con quien perdió por 4-6 y 5-7. Su siguiente parada fue el Abierto de Australia, en la primera ronda venció a Johanna Larsson, en segunda ronda derrotó a Barbora Záhlavová-Strýcová, en la tercera ronda le ganó a la austriaca Yvonne Meusburger, ya en la cuarta ronda se enfrentó a la estadounidense Sloane Stephens venciéndola en sets corridos. En los cuartos de final Azárenka cayó ante la polaca Agnieszka Radwańska por 1-6, 7-5 y 6-0.
Azárenka regresó a las canchas en el torneo de Indian Wells donde perdió en la segunda ronda ante la estadounidense Lauren Davis por 0-6 y 6-7(2). Debido a una lesión, Azárenka no tuvo actividad durante los siguientes 3 meses, perdiéndose toda la temporada de tierra batida.
Vika regresó al circuito participando en el torneo de Eastbourne, donde perdió en la primera ronda ante la italiana Camila Giorgi. En Wimbledon, Azárenka tuvo una mala participación al caer en segunda ronda contra la serbia Bojana Jovanovski por 3-6, 6-3 y 5-7.
En el inicio de la gira por Estados Unidos, Victoria jugó en el torneo de Stanford donde perdió en su debut ante la estadounidense Venus Williams por 4-6 y 6-7(1). En Montreal, Azárenka llegó hasta los cuarto de final donde perdió ante Agnieszka Radwańska por 2-6 y 2-6. En Cincinnati no participó por una lesión en la rodilla derecha, ya que era la defensora del título, baja 600 puntos y cae a la posición 17.º del Ranking WTA. En el Abierto de Estados Unidos donde defendía la final, ganó la primera ronda a Misaki Doi por 6-7(3), 6-4 y 6-1. En la segunda gana por 6-3 y 6-2 a la estadounidense Christina McHale. Ya en la tercera ronda gana por 6-1 y 6-1 a Yelena Vesniná. En cuarta ronda gana por 4-6, 6-4 y 6-4 a la serbia Aleksandra Krunić. En cuartos de final pierde ante la rusa Yekaterina Makárova por 4-6 y 2-6.
Tras el Abierto de Estados Unidos, Victoria jugó en el torneo de Tokio donde alcanzó la segunda ronda, perdiendo ante la serbia Ana Ivanović por 3-6 y 4-6. Debido a los problemas físicos que arrastró desde marzo, Azárenka se retiró del resto de la temporada.

### 2015
Victoria Azárenka inició el año jugando el torneo de Brisbane, Vika cayó en la primera ronda ante le checa Karolína Plíšková por 6-4, 6-7(7) y 4-6. En el primer Grand Slam del año, Vika entró en la posición número 44, en primera ronda vence a la estadounidense Sloane Stephens por 6-3 y 6-2. Ya en segunda ronda Vika se enfrentó a la danesa Caroline Wozniacki donde también venció por 6-4 y 6-2. En la tercera ronda derrotó a la checa Barbora Záhlavová-Strýcová por 6-4 y 6-4. En la cuarta ronda, la de Bielorrusia cayó ante la eslovaca Dominika Cibulková por 2-6, 6-3 y 3-6.
Vika regresó a competición en Doha donde alcanzó la final derrotando a Angelique Kerber, Elina Svitolina, Caroline Wozniacki y Venus Williams. En la final cayó ante la checa Lucie Šafářová por 4-6 y 3-6. En su paso por Indian Wells, Azárenka alcanzó la tercera ronda derrotando a Kirsten Flipkens; en dicha ronda, la de Minsk cayó por 4-6 y 3-6 ante la rusa María Sharápova. En el torneo de Miami, Vika también llegó hasta la tercera ronda donde perdió ante la italiana Flavia Pennetta.
En la gira de tierra batida, Azárenka inició su participación en Madrid, derrotando a Venus Williams y Ajla Tomljanović en la primera y segunda ronda respectivamente; para la tercera ronda, Vika cayó ante Serena Williams por 6-7(5), 6-3 y 6-7(1). En Roma, Azárenka alcanzó los cuartos de final derrotando a Lucie Hradecká, Caroline Wozniacki e Irina-Camelia Begu; en esta última ronda, la bielorrusa cayó ante la rusa María Sharápova por 3-6, y 2-6. En su regreso a Roland Garros, Victoria Azárenka arribó hasta la tercera ronda venciendo a la española María Teresa Torró Flor y a la checa Lucie Hradecká, para luego caer ante la estadounidense Serena Williams por 6-3, 4-6 y 2-6.
Para la mini gira de hierba, la bielorrusa decidió iniciar su participación en Birmingham donde se retiró en la segunda ronda por una lesión de pie. Para Wimbledon, Vika alcanzó los cuartos de final tras derrotar a Anett Kontaveit, Kirsten Flipkens, Kristina Mladenovic y Belinda Bencic para luego caer ante la estadounidense Serena Williams por 6-3, 2-6 y 3-6.
Azárenka regresó a la actividad en Toronto, donde alcanzó la tercera ronda derrotando a la ucraniana Elina Svitolina y a la checa Petra Kvitová para caer en dicha ronda ante la italiana Sara Errani por 5-7 y 3-6. Su siguiente participación fue en Cincinnati donde alcanzó la tercera ronda, teniendo que retirarse debido a una lesión en la pierna izquierda. Para el Abierto de Estados Unidos, la nacida en Minsk venció a Irina-Camelia Begu, Yanina Wickmayer, Angelique Kerber y Varvara Lepchenko para luego caer ante la rumana Simona Halep en los cuartos de final por un 3-6, 6-4 y 4-6. Azárenka terminó la temporada en el torneo de Wuhan donde se retiró tras alcanzar la segunda ronda.

### 2016
Victoria inició la temporada levantando el título de Brisbane tras vencer a Yelena Vesnina, Ysaline Bonaventure, Roberta Vinci, Samantha Crawford y Angelique Kerber sin ceder un set durante el torneo. Después del éxito en Brisbane, Vika disputó el primer Grand Slam del año, el Abierto de Australia, donde alcanzó los cuartos de final cayendo ante la alemana Angelique Kerber por 3-6 y 5-7. Tras el Abierto de Australia, la tenista de Minsk disputó el torneo de Acapulco donde se retiró del mismo después de su debut a causa de problemas físicos.
Victoria regresó al circuito en el Masters de Indian Wells donde ganó el torneo tras vencer en la final a Serena Williams por un marcador de 6-4 y 6-4, consiguiendo el decimonoveno título en su carrera. Su siguiente participación fue en el Masters de Miami done también logró levantar el título al vencer en la final a la rusa Svetlana Kuznetsova por 6-3 y 6-2. Este triunfo la convierte en la tercera tenista que logra ganar los Masters de Indian Wells y Miami en el mismo año.
Para el inicio de la temporada de tierra batida, la bielorrusa participó en el masters de Madrid donde alcanzó la tercera ronda tras retirarse del torneo por problemas físicos. En el masters de Roma, Vika perdió en el debut ante la rumana Irina-Camelia Begu por 3-6, y 2-6. Para Roland Garros, Azárenka se retiró en su duelo de primera ronda. Cerca del inicio de Wimbledon, Azárenka se bajó del torneo debido a una lesión, semanas después la tenista oriunda de Minsk anunció su embarazo, dando por finalizada la temporada.

### 2017
Azárenka volvió al tenis en el  torneo de Mallorca, ganando su primer partido contra la japonesa Risa Ozaki después de salvar tres puntos de partido. Perdió en la segunda ronda ante la croata Ana Konjuh por 1-6, y 3-6.
En Wimbledon, Azárenka volvió de un set abajo para derrotar a la estadounidense Catherine Bellis en la primera ronda. En la segunda ronda, venció a la rusa Yelena Vesnina por 6-3 y 6-3. En la tercera ronda, Vika venció a Heather Watson en tres sets; 3-6, 6-1 y 6-4, durante 2 horas y 6 minutos. Azárenka perdió ante Simona Halep en la cuarta ronda del torneo. En el evento de dobles mixtos, Azárenka se asoció con el ex número uno del mundo en Nenad Zimonjić donde perdieron en la primera ronda del campeonato ante  los campeones defensores, Henri Kontinen y Heather Watson por 3-6 y 4-6.
Debido a problemas personales, Victoria no participó en la gira estadounidense.

## Estilo de juego

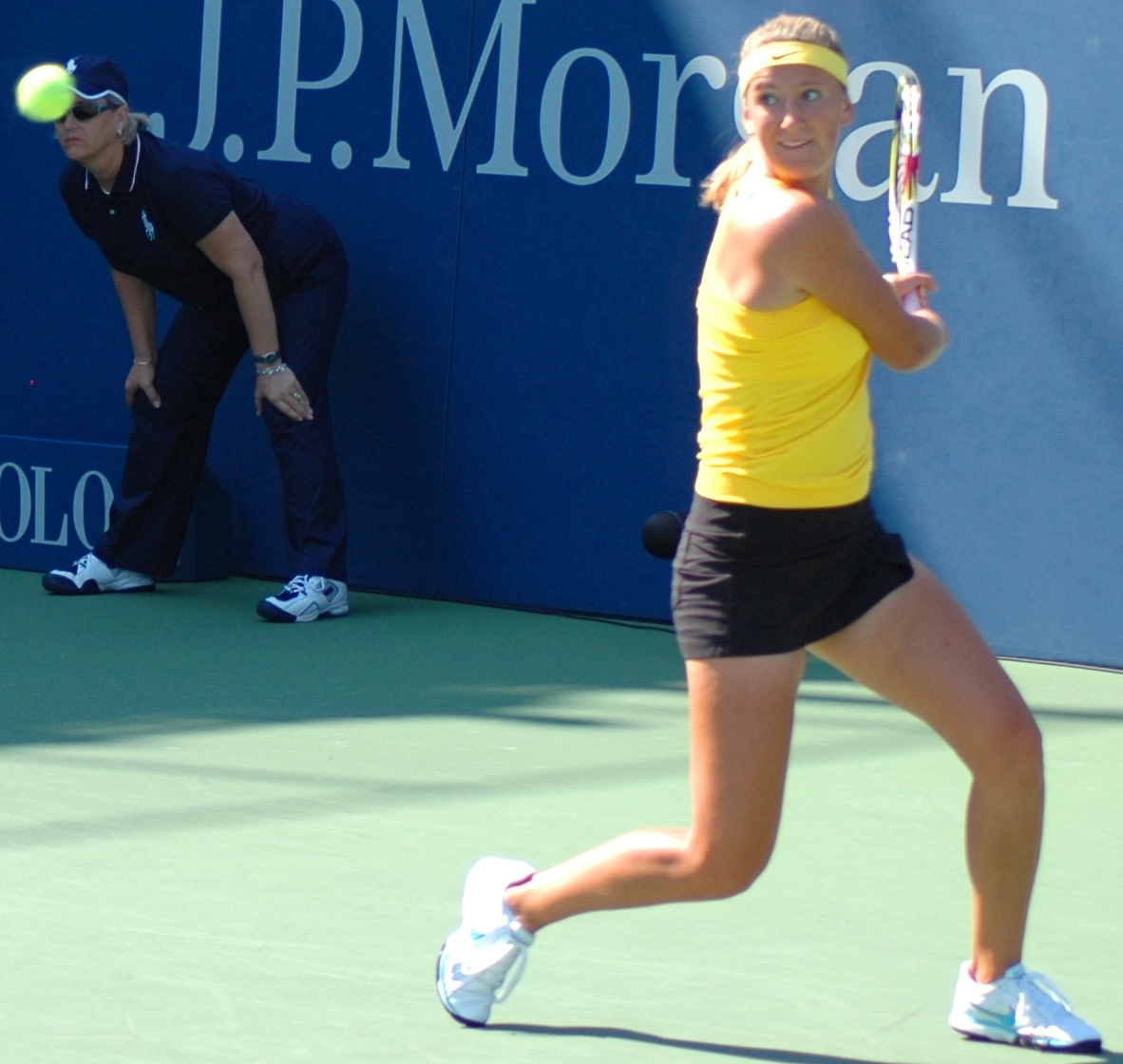
Victoria Azarenka US Open 2009

Victoria Azárenka se caracteriza por el uso de golpes potentes y planos, con un pulido revés y una potente derecha. Es obsesiva del ejercicio, capaz de correr alrededor de las pistas antes y después de cada partido, mejorando así su estado físico y mental. Posee un juego agresivo y ofensivo, sin descartar que también tiene un buen toque, en especial en las dejadas de revés cortadas; sin embargo, el poco uso que hace de los golpes defensivos le provoca cometer muchos errores no forzados. No se destaca por su saque, ya que es irregular en esa faceta, cometiendo dobles faltas usualmente.

## Torneos individuales por año

#### 2025
| N.º | Fecha               | Torneo               | Categoría  | Superficie | Ronda | Oponente        |
| --- | ------------------- | -------------------- | ---------- | ---------- | ----- | --------------- |
| 1   | 2 de enero de 2025  | Brisbane             | WTA 500    | Dura       | OF    | Marie Bouzková  |
| 2   | 13 de enero de 2025 | Abierto de Australia | Grand Slam | Dura       | 1R    | Lucia Bronzetti |

#### 2024
| N.º | Fecha                    | Torneo                    | Categoría  | Superficie    | Ronda | Oponente          |
| --- | ------------------------ | ------------------------- | ---------- | ------------- | ----- | ----------------- |
| 1   | 6 de enero de 2024       | Brisbane                  | WTA 500    | Dura          | SF    | Aryna Sabalenka   |
| 2   | 22 de enero de 2024      | Abierto de Australia      | Grand Slam | Dura          | 4R    | Dayana Yastremska |
| 3   | 15 de febrero de 2024    | Doha                      | WTA 1000   | Dura          | CF    | Iga Świątek       |
| 4   | 20 de febrero de 2024    | Dubái                     | WTA 1000   | Dura          | R32   | Yelena Rybákina   |
| 5   | 9 de marzo de 2024       | Indian Wells              | WTA 1000   | Dura          | R64   | Caroline Dolehide |
| 6   | 28 de marzo de 2024      | Miami                     | WTA 1000   | Dura          | SF    | Yelena Rybákina   |
| 7   | 5 de abril de 2024       | Charleston                | WTA 500    | Arcilla verde | CF    | Jessica Pegula    |
| 8   | 27 de abril de 2024      | Madrid                    | WTA 1000   | Tierra batida | R32   | Sara Sorribes     |
| 9   | 15 de mayo de 2024       | Roma                      | WTA 1000   | Tierra batida | CF    | Danielle Collins  |
| 10  | 30 de mayo de 2024       | Roland Garros             | Grand Slam | Tierra batida | 2R    | Mirra Andréyeva   |
| 11  | 22 de junio de 2024      | Berlín                    | WTA 500    | Hierba        | SF    | Anna Kalínskaya   |
| 12  | 3 de agosto de 2024      | Washington                | WTA 500    | Dura          | CF    | Aryna Sabalenka   |
| 13  | 9 de agosto de 2024      | Canadá                    | WTA 1000   | Dura          | OF    | Peyton Stearns    |
| 14  | 30 de agosto de 2024     | Abierto de Estados Unidos | Grand Slam | Dura          | 3R    | Yafan Wang        |
| 15  | 11 de septiembre de 2024 | Guadalajara               | WTA 500    | Dura          | OF    | Kamila Rajímova   |

#### 2023
| N.º | Fecha                    | Torneo                    | Categoría  | Superficie    | Ronda | Oponente              |
| --- | ------------------------ | ------------------------- | ---------- | ------------- | ----- | --------------------- |
| 1   | 6 de enero de 2023       | Adelaida                  | WTA 500    | Dura          | CF    | Linda Nosková         |
| 2   | 10 de enero de 2023      | Adelaida                  | WTA 250    | Dura          | R32   | Veronika Kudermétova  |
| 3   | 26 de enero de 2023      | Abierto de Australia      | Grand Slam | Dura          | SF    | Yelena Rybákina       |
| 4   | 15 de febrero de 2023    | Doha                      | WTA 1000   | Dura          | OF    | Belinda Bencic        |
| 5   | 22 de febrero de 2023    | Dubái                     | WTA 1000   | Dura          | OF    | Madison Keys          |
| 6   | 11 de marzo de 2023      | Indian Wells              | WTA 1000   | Dura          | R64   | Karolína Muchová      |
| 7   | 25 de marzo de 2023      | Miami                     | WTA 1000   | Dura          | R32   | Magda Linette         |
| 8   | 6 de abril de 2023       | Charleston                | WTA 500    | Arcilla verde | OF    | Anna Kalínskaya       |
| 9   | 28 de abril de 2023      | Madrid                    | WTA 1000   | Tierra batida | R64   | Alycia Parks          |
| 10  | 14 de mayo de 2023       | Roma                      | WTA 1000   | Tierra batida | R32   | Madison Keys          |
| 11  | 30 de mayo de 2023       | Roland Garros             | Grand Slam | Tierra batida | 1R    | Bianca Andreescu      |
| 12  | 14 de junio de 2023      | Bolduque                  | WTA 250    | Hierba        | OF    | Ashlyn Krueger        |
| 13  | 20 de junio de 2023      | Berlín                    | WTA 500    | Hierba        | R32   | Aliaksandra Sasnóvich |
| 14  | 9 de julio de 2023       | Wimbledon                 | Grand Slam | Hierba        | OF    | Elina Svitólina       |
| 15  | 1 de agosto de 2023      | Washington                | WTA 500    | Dura          | R32   | Elina Svitólina       |
| 16  | 9 de agosto de 2023      | Canadá                    | WTA 1000   | Dura          | R32   | Sloane Stephens       |
| 17  | 17 de agosto de 2023     | Cincinnati                | WTA 1000   | Dura          | R32   | Donna Vekić           |
| 18  | 30 de agosto de 2023     | Abierto de Estados Unidos | Grand Slam | Dura          | 2R    | Zhu Lin               |
| 19  | 22 de septiembre de 2023 | Guadalajara               | WTA 1000   | Dura          | CF    | Caroline Garcia       |
| 20  | 30 de septiembre de 2023 | Pekín                     | WTA 1000   | Dura          | R64   | Magda Linette         |
| 21  | 10 de octubre de 2023    | Hong Kong                 | WTA 250    | Dura          | R32   | Leylah Fernandez      |

#### 2022
| N.º | Fecha                   | Torneo                    | Categoría  | Superficie    | Ronda | Oponente                |
| --- | ----------------------- | ------------------------- | ---------- | ------------- | ----- | ----------------------- |
| 1   | 7 de enero de 2022      | Adelaida                  | WTA 500    | Dura          | CF    | Iga Świątek             |
| 2   | 23 de enero de 2022     | Abierto de Australia      | Grand Slam | Dura          | 4R    | Barbora Krejčíková      |
| 3   | 15 de febrero de 2022   | Dubái                     | WTA 1000   | Dura          | R32   | Veronika Kudermétova    |
| 4   | 22 de febrero de 2022   | Doha                      | WTA 1000   | Dura          | R32   | Madison Brengle         |
| 5   | 14 de marzo de 2022     | Indian Wells              | WTA 1000   | Dura          | R32   | Yelena Rybákina         |
| 6   | 27 de marzo de 2022     | Miami                     | WTA 1000   | Dura          | R32   | Linda Fruhvirtová       |
| 7   | 2 de mayo de 2022       | Madrid                    | WTA 1000   | Tierra batida | OF    | Amanda Anisimova        |
| 8   | 12 de mayo de 2022      | Roma                      | WTA 1000   | Tierra batida | OF    | Iga Świątek             |
| 9   | 27 de mayo de 2022      | Roland Garros             | Grand Slam | Tierra batida | 3R    | Jil Teichmann           |
| 10  | 6 de agosto de 2022     | Washington                | WTA 500    | Dura          | CF    | Wang Xiyu               |
| 11  | 17 de agosto de 2022    | Cincinnati                | WTA 1000   | Dura          | R32   | Emma Raducanu           |
| 12  | 5 de septiembre de 2022 | Abierto de Estados Unidos | Grand Slam | Dura          | OF    | Karolína Plíšková       |
| 13  | 3 de octubre de 2022    | Ostrava                   | WTA 500    | Dura          | R32   | Yekaterina Aleksándrova |
| 14  | 23 de octubre de 2022   | Guadalajara               | WTA 1000   | Dura          | SF    | Jessica Pegula          |

#### 2021
| N.º | Fecha                    | Torneo                    | Categoría  | Superficie    | Ronda | Oponente                 |
| --- | ------------------------ | ------------------------- | ---------- | ------------- | ----- | ------------------------ |
| 1   | 6 de febrero de 2021     | Melbourne                 | WTA 500    | Dura          | CF    | Anett Kontaveit          |
| 2   | 9 de febrero de 2021     | Abierto de Australia      | Grand Slam | Dura          | 1R    | Jessica Pegula           |
| 3   | 5 de marzo de 2021       | Doha                      | WTA 1000   | Dura          | SF    | Garbiñe Muguruza         |
| 4   | 29 de marzo de 2021      | Miami                     | WTA 1000   | Dura          | OF    | Ashleigh Barty           |
| 5   | 2 de mayo de 2021        | Madrid                    | WTA 1000   | Tierra batida | R32   | Jessica Pegula           |
| 6   | 6 de junio de 2021       | Roland Garros             | Grand Slam | Tierra batida | 4R    | Anastasía Pavliuchénkova |
| 7   | 19 de junio de 2021      | Berlín                    | WTA 500    | Hierba        | SF    | Liudmila Samsónova       |
| 8   | 24 de junio de 2021      | Bad Homburg               | WTA 500    | Hierba        | CF    | Sara Sorribes            |
| 9   | 1 de julio de 2021       | Wimbledon                 | Grand Slam | Hierba        | 2R    | Sorana Cîrstea           |
| 10  | 13 de agosto de 2021     | Canadá                    | WTA 1000   | Dura          | CF    | Aryna Sabalenka          |
| 11  | 19 de agosto de 2021     | Cincinnati                | WTA 1000   | Dura          | OF    | Ashleigh Barty           |
| 12  | 3 de septiembre de 2021  | Abierto de Estados Unidos | Grand Slam | Dura          | 3R    | Garbiñe Muguruza         |
| 13  | 30 de septiembre de 2021 | Chicago                   | WTA 500    | Dura          | OF    | Garbiñe Muguruza         |
| 14  | 17 de octubre de 2021    | Indian Wells              | WTA 1000   | Dura          | F     | Paula Badosa             |

## Torneos de dobles por año

### Dobles femeninos

#### 2024
| N.º | Fecha               | Compañera    | Torneo | Categoría | Superficie | Ronda |
| --- | ------------------- | ------------ | ------ | --------- | ---------- | ----- |
| 1   | 21 de junio de 2024 | Paula Badosa | Berlín | WTA 500   | Hierba     | CF    |

#### 2023
| N.º | Fecha                   | Compañera           | Torneo                    | Categoría  | Superficie    | Ronda |
| --- | ----------------------- | ------------------- | ------------------------- | ---------- | ------------- | ----- |
| 1   | 7 de mayo de 2023       | Beatriz Haddad Maia | Madrid                    | WTA 1000   | Tierra batida | G     |
| 2   | 14 de mayo de 2023      | Beatriz Haddad Maia | Roma                      | WTA 1000   | Tierra batida | OF    |
| 3   | 3 de junio de 2023      | Beatriz Haddad Maia | Roland Garros             | Grand Slam | Tierra batida | 2R    |
| 4   | 10 de julio de 2023     | Beatriz Haddad Maia | Wimbledon                 | Grand Slam | Hierba        | 2R    |
| 5   | 16 de agosto de 2023    | Beatriz Haddad Maia | Cincinnati                | WTA 1000   | Dura          | R32   |
| 6   | 6 de septiembre de 2023 | Beatriz Haddad Maia | Abierto de Estados Unidos | Grand Slam | Dura          | CF    |

#### 2022
| N.º | Fecha                 | Compañera             | Torneo      | Categoría | Superficie | Ronda |
| --- | --------------------- | --------------------- | ----------- | --------- | ---------- | ----- |
| 1   | 7 de enero de 2022    | Paula Badosa          | Adelaida    | WTA 500   | Dura       | SF    |
| 2   | 18 de agosto de 2022  | Ons Jabeur            | Cincinnati  | WTA 1000  | Dura       | CF    |
| 3   | 18 de octubre de 2022 | Bethanie Mattek-Sands | Guadalajara | WTA 1000  | Dura       | R32   |

#### 2021
| N.º | Fecha                | Compañera       | Torneo     | Categoría | Superficie | Ronda |
| --- | -------------------- | --------------- | ---------- | --------- | ---------- | ----- |
| 1   | 2 de marzo de 2021   | Elina Svitólina | Doha       | WTA 1000  | Dura       | OF    |
| 2   | 20 de junio de 2021  | Aryna Sabalenka | Berlín     | WTA 500   | Hierba     | G     |
| 3   | 19 de agosto de 2021 | Jessica Pegula  | Cincinnati | WTA 1000  | Dura       | OF    |

### Dobles mixtos
| N.º | Fecha                   | Compañero          | Torneo                    | Categoría  | Superficie | Ronda |
| --- | ----------------------- | ------------------ | ------------------------- | ---------- | ---------- | ----- |
| 1   | 2 de septiembre de 2022 | Thanasi Kokkinakis | Abierto de Estados Unidos | Grand Slam | Dura       | 2R    |

## Torneos de Grand Slam

### Individual

#### Títulos (2)
| Año  | Campeonato           | Oponente en la final | Resultado     |
| 2012 | Abierto de Australia | María Sharápova      | 6-3, 6-0      |
| 2013 | Abierto de Australia | Na Li                | 4-6, 6-4, 6-3 |

#### Finalista (3)
| Año  | Campeonato        | Oponente en la final | Resultado        |
| 2012 | Abierto de EE.UU. | Serena Williams      | 2-6, 6-2, 5-7    |
| 2013 | Abierto de EE.UU. | Serena Williams      | 5-7, 7-6(6), 1-6 |
| 2020 | Abierto de EE.UU. | Naomi Osaka          | 6-1, 3-6, 3-6    |

### Dobles

#### Finalista (4)
| Año  | Torneo               | Pareja          | Oponentes en la final                | Resultado     |
| 2008 | Abierto de Australia | Shahar Peer     | Alona Bondarenko Kateryna Bondarenko | 6-2, 1-6, 4-6 |
| 2009 | Roland Garros        | Yelena Vesnina  | Anabel Medina Virginia Ruano         | 1-6, 1-6      |
| 2011 | Abierto de Australia | María Kirilenko | Gisela Dulko Flavia Pennetta         | 6-2, 5-7, 1-6 |
| 2019 | Abierto de EE.UU.    | Ashleigh Barty  | Elise Mertens Aryna Sabalenka        | 5-7, 5-7      |

### Dobles mixto

#### Títulos (2)
| Año  | Torneo            | Pareja     | Oponentes en la final             | Resultado   |
| 2007 | Abierto de EE.UU. | Max Mirnyi | Meghann Shaughnessy Leander Paes  | 6-4, 7-6(6) |
| 2008 | Roland Garros     | Bob Bryan  | Katarina Srebotnik Nenad Zimonjić | 6-2, 7-6(4) |

#### Finalista (2)
| Año  | Torneo               | Pareja       | Oponentes en la final           | Resultado   |
| 2007 | Abierto de Australia | Max Mirnyi   | Elena Likhovtseva Daniel Nestor | 4-6, 4-6    |
| 2018 | Wimbledon            | Jamie Murray | Nicole Melichar Alexander Peya  | 6-7(1), 3-6 |

### Junior

#### Individual

##### Títulos (2)
| Año  | Torneo               | Superficie | Oponente     | Resultado |
| 2005 | Abierto de Australia | Dura       | Ágnes Szávay | 6-2, 6-2  |
| 2005 | Abierto de EE.UU.    | Dura       | Alexa Glatch | 6-3, 6-4  |

#### Dobles

##### Títulos (4)
| Año  | Torneo               | Superficie    | Pareja          | Oponente                         | Resultado        |
| 2004 | Wimbledon            | Hierba        | Olga Govortsova | Monica Niculescu Marina Erakovic | 6-4, 3-6, 6-4    |
| 2005 | Abierto de Australia | Dura          | Marina Erakovic | Nikola Frankova Agnes Szavay     | 6-0, 6-2         |
| 2005 | Roland Garros        | Tierra batida | Agnes Szavay    | Ioana Raluca Olaru Amina Rakhim  | 4-6, 6-4, 6-0    |
| 2005 | Wimbledon            | Hierba        | Agnes Szavay    | Marina Erakovic Monica Niculescu | 6-7(5), 6-2, 6-0 |

## WTA Tour Championships

### Individuales

#### Finalista (1)
| Año  | Sede     | Oponente en la final | Resultado     |
| 2011 | Estambul | Petra Kvitová        | 5-7, 6-4, 3-6 |

## Juegos Olímpicos

### Medallero Individual

#### Medalla de bronce
| Año  | Torneo                | Superficie | Oponente        | Resultado |
| 2012 | 'JJ.OO. Londres 2012' | Hierba     | María Kirilenko | 6-3, 6-4  |

### Medallero Dobles Mixto

#### Medalla de oro
| Año  | Torneo              | Superficie | Pareja     | Oponentes                | Resultado        |
| ---- | ------------------- | ---------- | ---------- | ------------------------ | ---------------- |
| 2012 | JJ.OO. Londres 2012 | Hierba     | Max Mirnyi | Laura Robson Andy Murray | 2-6, 6-3, [10-8] |

## Títulos WTA (31; 21+10)

### Individual (21)
| Leyenda                                         |
| Grand Slam (2)                                  |
| Juegos Olímpicos (0)                            |
| WTA Tour Championships (0)                      |
| WTA Elite Trophy (0)                            |
| Tier I, P. Mandatory & Premier 5, WTA 1000 (10) |
| Tier II, Premier, WTA 500 (4)                   |
| Tier III & IV, International, WTA 250 (5)       |

| Títulos por superficie |
| Dura (20)              |
| Hierba (0)             |
| Tierra batida (1)      |

| N.º | Fecha                 | Torneo               | Superficie    | Oponente en la final | Resultado        |
| --- | --------------------- | -------------------- | ------------- | -------------------- | ---------------- |
| 1.  | 10 de enero de 2009   | Brisbane             | Dura          | Marion Bartoli       | 6-3, 6-1         |
| 2.  | 21 de febrero de 2009 | Memphis              | Dura (i)      | Caroline Wozniacki   | 6-1, 6-3         |
| 3.  | 4 de abril de 2009    | Miami                | Dura          | Serena Williams      | 6-3, 6-1         |
| 4.  | 1 de agosto de 2010   | Stanford             | Dura          | María Sharápova      | 6-4, 6-1         |
| 5.  | 24 de octubre de 2010 | Moscú                | Dura (i)      | María Kirilenko      | 6-3, 6-4         |
| 6.  | 2 de abril de 2011    | Miami                | Dura          | María Sharápova      | 6-1, 6-4         |
| 7.  | 10 de abril de 2011   | Marbella             | Tierra batida | Irina-Camelia Begu   | 6-3, 6-2         |
| 8.  | 23 de octubre de 2011 | Luxemburgo           | Dura (i)      | Monica Niculescu     | 6-2, 6-2         |
| 9.  | 13 de enero de 2012   | Sídney               | Dura          | Na Li                | 6-2, 1-6, 6-3    |
| 10. | 28 de enero de 2012   | Abierto de Australia | Dura          | María Sharápova      | 6-3, 6-0         |
| 11. | 19 de febrero de 2012 | Doha                 | Dura          | Samantha Stosur      | 6-1, 6-2         |
| 12. | 18 de marzo de 2012   | Indian Wells         | Dura          | María Sharápova      | 6-2, 6-3         |
| 13. | 7 de octubre de 2012  | Pekín                | Dura          | María Sharápova      | 6-3, 6-1         |
| 14. | 14 de octubre de 2012 | Linz                 | Dura (i)      | Julia Görges         | 6-3, 6-4         |
| 15. | 26 de enero de 2013   | Abierto de Australia | Dura          | Na Li                | 4-6, 6-4, 6-3    |
| 16. | 17 de febrero de 2013 | Doha                 | Dura          | Serena Williams      | 7-6(6), 2-6, 6-3 |
| 17. | 18 de agosto de 2013  | Cincinnati           | Dura          | Serena Williams      | 2-6, 6-2, 7-6(6) |
| 18. | 9 de enero de 2016    | Brisbane             | Dura          | Angelique Kerber     | 6-3, 6-1         |
| 19. | 20 de marzo de 2016   | Indian Wells         | Dura          | Serena Williams      | 6-4, 6-4         |
| 20. | 2 de abril de 2016    | Miami                | Dura          | Svetlana Kuznetsova  | 6-3, 6-2         |
| 21. | 29 de agosto de 2020  | Cincinnati           | Dura          | Naomi Osaka          | w/o              |

#### Finalista (20)
| N.º | Fecha                    | Torneo             | Superficie        | Oponentes en la final | Resultado           |
| --- | ------------------------ | ------------------ | ----------------- | --------------------- | ------------------- |
| 1.  | 6 de mayo de 2007        | Estoril            | Tierra batida     | Gréta Arn             | 6-2, 1-6, 6-7(3)    |
| 2.  | 7 de octubre de 2007     | Taskent            | Dura              | Pauline Parmentier    | 5-7, 2-6            |
| 3.  | 5 de enero de 2008       | Gold Coast         | Dura              | Na Li                 | 6-4, 3-6, 4-6       |
| 4.  | 4 de mayo de 2008        | Praga              | Tierra batida     | Vera Zvonareva        | 6-7(2), 2-6         |
| 5.  | 20 de febrero de 2010    | Dubái              | Dura              | Venus Williams        | 3-6, 5-7            |
| 6.  | 19 de junio de 2010      | Eastbourne         | Hierba            | Ekaterina Makarova    | 6-7(5), 4-6         |
| 7.  | 8 de mayo de 2011        | Madrid             | Tierra batida     | Petra Kvitová         | 6-7(3), 4-6         |
| 8.  | 30 de octubre de 2011    | Tour Championships | Dura (i)          | Petra Kvitová         | 5-7, 6-4, 3-6       |
| 9.  | 29 de abril de 2012      | Stuttgart          | Tierra batida (i) | María Sharápova       | 1-6, 4-6            |
| 10. | 13 de mayo de 2012       | Madrid             | Tierra batida     | Serena Williams       | 1-6, 3-6            |
| 11. | 9 de septiembre de 2012  | Abierto de EE.UU.  | Dura              | Serena Williams       | 2-6, 6-2, 5-7       |
| 12. | 19 de mayo de 2013       | Roma               | Tierra batida     | Serena Williams       | 1-6, 3-6            |
| 13. | 4 de agosto de 2013      | San Diego          | Dura              | Samantha Stosur       | 2-6, 3-6            |
| 14. | 8 de septiembre de 2013  | Abierto de EE.UU.  | Dura              | Serena Williams       | 5-7, 7-6(6), 1-6    |
| 15. | 4 de enero de 2014       | Brisbane           | Dura              | Serena Williams       | 4-6, 5-7            |
| 16. | 28 de febrero de 2015    | Doha               | Dura              | Lucie Šafářová        | 4-6, 3-6            |
| 17. | 7 de abril de 2019       | Monterrey          | Dura              | Garbiñe Muguruza      | 1-6, 1-3, ret.      |
| 18. | 12 de septiembre de 2020 | Abierto de EE.UU.  | Dura              | Naomi Osaka           | 6-1, 3-6, 3-6       |
| 19. | 25 de octubre de 2020    | Ostrava            | Dura (i)          | Aryna Sabalenka       | 2-6, 2-6            |
| 20. | 17 de octubre de 2021    | Indian Wells       | Dura              | Paula Badosa          | 6-7(5), 6-2, 6-7(2) |

### Dobles (10)
| Leyenda                                        |
| Grand Slam (0)                                 |
| Juegos Olímpicos (0)                           |
| WTA Tour Championships (0)                     |
| WTA Elite Trophy (0)                           |
| Tier I, P. Mandatory & Premier 5, WTA 1000 (5) |
| Tier II, Premier, WTA 500 (2)                  |
| Tier III & IV, International, WTA 250 (3)      |

| Títulos por superficie |
| Dura (6)               |
| Hierba (1)             |
| Tierra batida (3)      |

| N.º | Fecha                 | Torneo       | Superficie    | Pareja              | Oponentes en la final                    | Resultado        |
| --- | --------------------- | ------------ | ------------- | ------------------- | ---------------------------------------- | ---------------- |
| 1.  | 14 de octubre de 2006 | Taskent      | Dura          | Tatiana Poutchek    | Maria Elena Camerin Emmanuelle Gagliardi | w/o              |
| 2.  | 21 de enero de 2009   | Memphis      | Dura (i)      | Caroline Wozniacki  | Michaella Krajicek Yuliana Fedak         | 6-1, 7-6(2)      |
| 3.  | 21 de marzo de 2009   | Indian Wells | Dura          | Vera Zvonareva      | Gisela Dulko Shahar Peer                 | 6-4, 3-6, [10-5] |
| 4.  | 15 de agosto de 2010  | Cincinnati   | Dura          | María Kirilenko     | Lisa Raymond Rennae Stubbs               | 7-6(4), 7-6(6)   |
| 5.  | 7 de mayo de 2011     | Madrid       | Tierra batida | María Kirilenko     | Květa Peschke Katarina Srebotnik         | 6-4, 6-3         |
| 6.  | 31 de julio de 2011   | Stanford     | Dura          | María Kirilenko     | Liezel Huber Lisa Raymond                | 6-1, 6-3         |
| 7.  | 2 de marzo de 2019    | Acapulco     | Dura          | Saisai Zheng        | Desirae Krawczyk Giuliana Olmos          | 6-1, 6-2         |
| 8.  | 19 de mayo de 2019    | Roma         | Tierra batida | Ashleigh Barty      | Anna-Lena Grönefeld Demi Schuurs         | 4-6, 6-0, [10-3] |
| 9.  | 20 de junio de 2021   | Berlín       | Hierba        | Aryna Sabalenka     | Nicole Melichar Demi Schuurs             | 4-6, 7-5, [10-4] |
| 10. | 7 de mayo de 2023     | Madrid       | Tierra batida | Beatriz Haddad Maia | Cori Gauff Jessica Pegula                | 6-1, 6-4         |

#### Finalista (11)
| N.º | Fecha                    | Torneo               | Superficie    | Pareja             | Oponentes en la final                | Resultado        |
| --- | ------------------------ | -------------------- | ------------- | ------------------ | ------------------------------------ | ---------------- |
| 1.  | 26 de febrero de 2006    | Memphis              | Dura (i)      | Caroline Wozniacki | Lisa Raymond Samantha Stosur         | 6-7(2), 3-6      |
| 2.  | 29 de julio de 2007      | Stanford             | Dura          | Anna Chakvetadze   | Sania Mirza Shahar Peer              | 4-6, 6-7(5)      |
| 3.  | 5 de agosto de 2007      | San Diego            | Dura          | Anna Chakvetadze   | Cara Black Liezel Huber              | 5-7, 4-6         |
| 4.  | 30 de septiembre de 2007 | Luxemburgo           | Dura (i)      | Shahar Peer        | Iveta Benešová Janette Husárová      | 4-6, 2-6         |
| 5.  | 14 de octubre de 2007    | Moscú                | Dura (i)      | Tatiana Poutchek   | Cara Black Liezel Huber              | 6-4, 1-6, [7-10] |
| 6.  | 25 de enero de 2008      | Abierto de Australia | Dura          | Shahar Peer        | Alona Bondarenko Kateryna Bondarenko | 6-2, 1-6, 4-6    |
| 7.  | 13 de abril de 2008      | Amelia Island        | Tierra batida | Yelena Vesnina     | Bethanie Mattek Vladimíra Uhlířová   | 3-6, 1-6         |
| 8.  | 24 de mayo de 2009       | Roland Garros        | Tierra batida | Yelena Vesnina     | Anabel Medina Virginia Ruano         | 1-6, 1-6         |
| 9.  | 28 de enero de 2011      | Abierto de Australia | Dura          | María Kirilenko    | Gisela Dulko Flavia Pennetta         | 6-2, 5-7, 3-6    |
| 10. | 15 de agosto de 2011     | Toronto              | Dura          | María Kirilenko    | Liezel Huber Lisa Raymond            | w/o              |
| 11. | 8 de septiembre de 2019  | Abierto de EE.UU.    | Dura          | Ashleigh Barty     | Elise Mertens Aryna Sabalenka        | 5-7, 5-7         |

## Títulos ITF

### Individual
| N.º | Fecha               | Torneo      | Localidad           | Superficie    | Oponente en la final | Resultado |
| --- | ------------------- | ----------- | ------------------- | ------------- | -------------------- | --------- |
| 1.  | 24 de julio de 2005 | Roller Open | Pétange, Luxemburgo | Tierra batida | Viktoria Kutúzova    | 6-4, 6-2  |

## Clasificación histórica
Esta tabla esta actualizada hasta todo el 2021.
| Torneos                       | 2005                     | 2006                     | 2007                     | 2008                     | 2009                     | 2010                     | 2011                     | 2012  | 2013         | 2014         | 2015         | 2016 | 2017         | 2018         | 2019         | 2020         | 2021 | 2022 | Ganados-Perdidos |
| ----------------------------- | ------------------------ | ------------------------ | ------------------------ | ------------------------ | ------------------------ | ------------------------ | ------------------------ | ----- | ------------ | ------------ | ------------ | ---- | ------------ | ------------ | ------------ | ------------ | ---- | ---- | ---------------- |
| Grand Slam                    |                          |                          |                          |                          |                          |                          |                          |       |              |              |              |      |              |              |              |              |      |      |                  |
| Abierto de Australia          | A                        | 1R                       | 3R                       | 3R                       | 4R                       | CF                       | 4R                       | 'G'   | 'G'          | CF           | 4R           | CF   | A            | A            | 1R           | A            | 1R   | 4R   | 39-11            |
| Roland Garros                 | A                        | 1R                       | 1R                       | 4R                       | CF                       | 1R                       | CF                       | 4R    | SF           | A            | 3R           | 1R   | A            | 1R           | 2R           | 2R           | 4R   | 3R   | 26-14            |
| Wimbledon                     | A                        | 1R                       | 3R                       | 3R                       | CF                       | 3R                       | SF                       | SF    | 2R           | 2R           | CF           | A    | 4R           | 2R           | 3R           | ND           | 2R   | A    | 33-13            |
| Abierto de EE.UU              | A                        | 3R                       | 4R                       | 3R                       | 3R                       | 2R                       | 3R                       | F     | F            | CF           | CF           | A    | A            | 3R           | 1R           | F            | 3R   | 4R   | 42-14            |
| Ganados-Perdidos              | 0-0                      | 2-4                      | 7-4                      | 9-4                      | 13-4                     | 7-4                      | 14-4                     | 21-3  | 19-3         | 9-3          | 13-4         | 4-1  | 3-1          | 3-3          | 3-4          | 7-2          |      |      | 140-52           |
| Juegos Olímpicos              |                          |                          |                          |                          |                          |                          |                          |       |              |              |              |      |              |              |              |              |      |      |                  |
| Juegos Olímpicos              | No Celebrado             | No Celebrado             | No Celebrado             | 3R                       | No Celebrado             | No Celebrado             | No Celebrado             | SF-B  | No Celebrado | No Celebrado | No Celebrado | A    | No Celebrado | No Celebrado | No Celebrado | No Celebrado |      |      | 7-2              |
| Torneos Finales de año        |                          |                          |                          |                          |                          |                          |                          |       |              |              |              |      |              |              |              |              |      |      |                  |
| WTA Tour Championships        | A                        | A                        | A                        | A                        | RR                       | RR                       | F                        | SF    | RR           | A            | A            | A    | A            | A            | A            | A            |      |      | 8-10             |
| Torneos WTA Premier Mandatory |                          |                          |                          |                          |                          |                          |                          |       |              |              |              |      |              |              |              |              |      |      |                  |
| Indian Wells                  | A                        | LQ                       | 3R                       | A                        | SF                       | 3R                       | CF                       | 'G'   | CF           | 2R           | 3R           | 'G'  | A            | 2R           | 2R           | ND           | ND   |      | 28-8             |
| Miami                         | A                        | 3R                       | 3R                       | 3R                       | 'G'                      | 4R                       | 'G'                      | CF    | A            | A            | 3R           | 'G'  | A            | SF           | 2R           | ND           | 4R   |      | 37-9             |
| Madrid                        | No Celebrado             | No Celebrado             | No Celebrado             | No Celebrado             | 3R                       | 1R                       | F                        | F     | 2R           | A            | 3R           | 3R   | A            | 2R           | 2R           | ND           | 2R   |      | 19-9             |
| Pekín                         | No considerado Tier I    | No considerado Tier I    | No considerado Tier I    | No considerado Tier I    | 2R                       | 2R                       | 3R                       | 'G'   | 1R           | A            | A            | A    | A            | A            | A            | ND           |      |      | 8-3              |
| Torneos WTA Premier 5         |                          |                          |                          |                          |                          |                          |                          |       |              |              |              |      |              |              |              |              |      |      |                  |
| Dubái                         | No considerado Tier I    | No considerado Tier I    | No considerado Tier I    | No considerado Tier I    | A                        | F                        | 3R                       | A     | A            | A            | A            | NP5  | A            | A            | A            | A            | A    |      | 5-2              |
| Doha                          | No considerado Premier 5 | No considerado Premier 5 | No considerado Premier 5 | No considerado Premier 5 | No considerado Premier 5 | No considerado Premier 5 | No considerado Premier 5 | 'G'   | 'G'          | A            | F            | A    | A            | A            | A            | A            | SF   |      | 17-1             |
| Roma                          | A                        | 1R                       | A                        | 3R                       | SF                       | 2R                       | CF                       | 3R    | F            | A            | CF           | 2R   | A            | 1R           | CF           | CF           | A    |      | 24-12            |
| Cincinnati                    | No Considerado Tier I    | No Considerado Tier I    | No Considerado Tier I    | No Considerado Tier I    | 3R                       | 1R                       | A                        | A     | 'G'          | A            | 3R           | A    | A            | 2R           | 2R           | 'G'          |      |      | 16-5             |
| Toronto / Montreal            | A                        | A                        | A                        | SF                       | 2R                       | SF                       | SF                       | 2R    | A            | CF           | 3R           | A    | A            | 2R           | 2R           | ND           |      |      | 18-9             |
| Tokio                         | A                        | A                        | A                        | A                        | CF                       | SF                       | SF                       | CF    | 2R           | NP5          | NP5          | A    | A            | CF           | A            | ND           |      |      | 13-7             |
| Estadísticas                  |                          |                          |                          |                          |                          |                          |                          |       |              |              |              |      |              |              |              |              |      |      |                  |
| Finalista                     | 0                        | 0                        | 2                        | 2                        | 3                        | 4                        | 5                        | 9     | 6            | 1            | 1            | 3    | 0            | 0            | 1            | 3            |      |      | 40               |
| Torneos Ganados               | 0                        | 0                        | 0                        | 0                        | 3                        | 2                        | 3                        | 6     | 3            | 0            | 0            | 3    | 0            | 0            | 0            | 1            |      |      | 21               |
| Dura Ganados-Perdidos         | 3-2                      | 9-7                      | 19-9                     | 24-11                    | 31-10                    | 26-12                    | 29-11                    | 48-6  | 32–6         | 13-6         | 19-9         | 22-2 | 0-0          | 14-7         | 12-10        | 14-4         |      |      | 315–112          |
| Arcilla Ganados-Perdidos      | 0-0                      | 0-4                      | 7-4                      | 14-6                     | 8-3                      | 3-5                      | 16-3                     | 14-3  | 10-3         | 0-0          | 8-3          | 2-3  | 0-0          | 1-3          | 8-3          | 4-2          |      |      | 95–41            |
| Césped Ganados-Perdidos       | 0-0                      | 0-1                      | 2-2                      | 2-2                      | 4-1                      | 6-2                      | 7-2                      | 5-1   | 1-0          | 1-2          | 5-2          | 0-0  | 4-2          | 2-2          | 2-2          | 0-0          |      |      | 41–21            |
| Ganados-Perdidos              | 3-2                      | 9-12                     | 30-16                    | 40-20                    | 45-15                    | 42-20                    | 55-18                    | 69-10 | 43–9         | 15-9         | 34-14        | 24-5 | 4-2          | 17-12        | 22-15        | 18-6         |      |      | 470-185          |
| Ranking                       | 146                      | 92                       | 30                       | 15                       | 7                        | 10                       | 3                        | 1     | 2            | 32           | 22           | 13   | 208          | 51           | 50           | 13           |      |      |                  |

- A = Ausente, no participó en el torneo.
- NC = No celebrado

## Ganancias
| Año                      | Grand Slam | Torneos WTA | Total ganados | Ganancias ($) | Puesto ganancias                                                                                     |
| ------------------------ | ---------- | ----------- | ------------- | ------------- | --- |
| 2003-06                  | 0          | 0           | 0             | 167,680       | - |
| 2007                     | 0          | 0           | 0             | 472,224       | 32 (enlace roto disponible en Internet Archive; véase el historial, la primera versión y la última). |
| 2008                     | 0          | 0           | 0             | 754,857       | 19                                                                                                   |
| 2009                     | 0          | 3           | 3             | 2,115,536     | 8 |
| 2010                     | 0          | 2           | 2             | 1,652,028     | 10                                                                                                   |
| 2011                     | 0          | 3           | 3             | 3,771,032     | 3 |
| 2012                     | 1          | 5           | 6             | 7,328,920     | 1 |
| 2013                     | 1          | 2           | 3             | 6,497,165     | 2 |
| 2014                     | 0          | 0           | 0             | 869,264       | 29                                                                                                   |
| 2015                     | 0          | 0           | 0             | 1,369,657     | 23                                                                                                   |
| 2016*                    | 0          | 3           | 3             | 2,651,080     | 8 |
| Clasificación Histórica* | 2          | 18          | 20            | $28,244,443   | 4 |

*Hasta el 19 de diciembre de 2016.